# Телевизија Београд — Играни програм

## Продукција

### ТВ филмови
1950 ▼ | 1960 ▼ | 1970 ▼ | 1980 ▼ | 1990 ▼ | 2000 ▼ | 2010 ▼
| 1957 ▼ | 1958 ▼ | 1959 ▼ \| ▲ \| |

|         | Назив              | Редитељ                              | Сценариста                 | Тр. | У боји |
| ------- | ------------------ | ------------------------------------ | -------------------------- | --- | ------ |
| 1950-е▲ |                    |                                      |                            |     |        |
| 1957    | На крају пута      | Радивоје Лола Ђукић Божидар Матковић |                            | ?   | не     |
| 1958.▲  |                    |                                      |                            |     |        |
| 1958    | Случај у трамвају  | Јанез Шенк                           | Миодраг Ђурђевић           | ?   | не     |
| 1958    | Погубљење          | Мирослав Миња Дедић                  |                            | ?   | не     |
| 1958    | Ноктурно           | Јован Коњовић                        | Александар Обреновић       | ?   | не     |
| 1958    | Николетина Бурсаћ  | Радивоје Лола Ђукић                  |                            | ?   | не     |
| 1958    | Мати               | Јанез Шенк                           |                            | ?   | не     |
| 1958    | Април и детективи  | Мирјана Самарџић                     | Душица Манојловић          | ?   | не     |
| 1959.▲  |                    |                                      |                            |     |        |
| 1959    | Туђе дете          | Мирјана Самарџић                     | Мирјана Самарџић           | ?   | не     |
| 1959    | Три Аморове стреле | Јован Коњовић                        | Александар Обреновић       | ?   | не     |
| 1959    | Пукотина раја      | Славољуб Стефановић Раваси           | Милан Туторов              | ?   | не     |
| 1959    | Песник и голубица  | Јанез Шенк                           | Новак Новак                | ?   | не     |
| 1959    | Новела од Станца   | Сава Мрмак                           | Александар Обреновић       | ?   | не     |
| 1959    | Мистериозни Камић  | Сава Мрмак                           | Јосип Кулунџић             | ?   | не     |
| 1959    | Мати               | Сава Мрмак                           | Миле Клопчич               | ?   | не     |
| 1959    | Љубавно писмо      | Влада Петрић                         | Коста Трифковић            | ?   | не     |
| 1959    | Лажа и Паралажа    | Влада Петрић                         | Јосип Кулунџић             | ?   | не     |
| 1959    | Кризантема         | Славољуб Стефановић Раваси           | Маријан Матковић           | ?   | не     |
| 1959    | Кирија             | Славољуб Стефановић Раваси           | Славољуб Стефановић Раваси | ?   | не     |
| 1959    | Карташи            | Мирјана Самарџић                     |                            | ?   | не     |
| 1959    | Дневник Ане Франк  | Мирјана Самарџић                     | Јован Коњовић              | ?   | не     |
| 1959    | Човек судбине      | Мирјана Самарџић                     |                            | ?   | не     |

| 1961 ▼ | 1962 ▼ | 1963 ▼ | 1964 ▼ | 1965 ▼ | 1966 ▼ | 1967 ▼ | 1968 ▼ | 1969 ▼ \| ▲ \| |

|         | Назив                                          | Редитељ                    | Сценариста                                | Тр.  | У боји |
| ------- | ---------------------------------------------- | -------------------------- | ----------------------------------------- | ---- | ------ |
| 1960-е▲ |                                                |                            |                                           |      |        |
| 1960    | Велики подухват                                | Сава Мрмак                 |                                           | ?    | не     |
| 1960    | Велика поноћна мистерија                       | Јован Коњовић Влада Петрић | Александар Обреновић                      | ?    | не     |
| 1960    | Тројица                                        | Јанез Шенк                 | Маријан Матковић                          | ?    | не     |
| 1960    | Сплетка и љубав                                | Сава Мрмак Јанез Шенк      |                                           | ?    | не     |
| 1960    | Рођендан у студију                             | Мирјана Самарџић           | Душица Манојловић                         | ?    | не     |
| 1960    | После биоскопа                                 | Јанез Шенк                 | Миодраг Ђурђевић                          | ?    | не     |
| 1960    | Ожалошћена породица                            |                            |                                           | ?    | не     |
| 1960    | Острво мира                                    | Мирјана Самарџић           | Васа Поповић Василије Поповић             | ?    | не     |
| 1960    | Ортаци                                         | Сава Мрмак                 |                                           | ?    | не     |
| 1960    | Мсје Жозеф                                     | Влада Петрић               | Небојша Николић                           | ?    | не     |
| 1960    | Екс Гертруде Шулц                              | Владимир Царин             |                                           | ?    | не     |
| 1960    | Два погледа кроз кључаоницу                    | Славољуб Стефановић Раваси | Александар Обреновић                      | ?    | не     |
| 1960    | Писаћа машина                                  | Јанез Шенк                 |                                           | ?    | не     |
| 1960    | Аутобиографија                                 | Славољуб Стефановић Раваси |                                           | 0:45 | не     |
| 1960    | Силан човек                                    | Сава Мрмак                 | Ђорђе Лебовић                             | 1:00 | не     |
| 1960    | Цвеће и балони                                 | Мирјана Самарџић           | Бранислав Ђуричић                         | ?    | не     |
| 1961.▲  |                                                |                            |                                           |      |        |
| 1961    | Војник са два имена                            | Јован Коњовић              | Антоније Исаковић                         | ?    | не     |
| 1961    | Уочи одласка вечерњег воза                     | Славољуб Стефановић Раваси | Момчило Миланков                          | ?    | не     |
| 1961    | Трка                                           | Влада Петрић               |                                           | ?    | не     |
| 1961    | Суђење Мери Дуган                              | Владимир Царин             |                                           | ?    | не     |
| 1961    | Штрафта                                        | Мирјана Самарџић           | Берислав Косијер                          | ?    | не     |
| 1961    | Сребрна леди                                   | Славољуб Стефановић Раваси | Александар Антић                          | ?    | не     |
| 1961    | Случајан погодак                               | Мирјана Самарџић           | Влада Дубравчић                           | 0:45 | не     |
| 1961    | Сиромашни мали људи                            | Мира Траиловић             | Нада Селимовић                            | ?    | не     |
| 1961    | Сама сам вечерас                               | Мирјана Самарџић           | Новак Новак                               | ?    | не     |
| 1961    | Песма                                          | Јанез Шенк                 | Оскар Давичо                              | ?    | не     |
| 1961    | Нема непознатих острва                         | Сава Мрмак                 |                                           | ?    | не     |
| 1961    | Мица и Микица                                  | Јован Коњовић Влада Петрић | Александар Обреновић                      | ?    | не     |
| 1961    | Јерма                                          | Славољуб Стефановић Раваси |                                           | ?    | не     |
| 1961    | Хеда Габлер                                    | Марко Фотез                |                                           | ?    | не     |
| 1961    | Џунгла                                         | Славољуб Стефановић Раваси | Мирослав Савићевић                        | ?    | не     |
| 1961    | Тотално помрачење Сунца                        | Јанез Шенк                 |                                           | 0:03 | не     |
| 1961    | Доктор главом и брадом                         | Јанез Шенк                 |                                           | ?    | не     |
| 1962.▲  |                                                |                            |                                           |      |        |
| 1962    | Злочин Силвестра Бонара                        | Влада Петрић               |                                           | ?    | не     |
| 1962    | Варљиво јутро                                  | Мирјана Самарџић           | Драгослав Грбић                           | ?    | не     |
| 1962    | Троја врата                                    | Мирјана Самарџић           | Душан Баранин                             | ?    | не     |
| 1962    | Тројанског рата неће бити                      | Мира Траиловић             | Александар Обреновић                      | ?    | не     |
| 1962    | Три приче о Џефу Питерсу                       | Александар Ђорђевић        | Новак Новак                               | 1:00 | не     |
| 1962    | Школско позориште на Варош капији              | Душан Михаиловић           | Душица Манојловић                         | ?    | не     |
| 1962    | Сектор Д                                       | Сава Мрмак                 | Иво Штивичић                              | ?    | не     |
| 1962    | Прва љубав                                     | Мирјана Самарџић           | Душица Манојловић                         | 1:00 | не     |
| 1962    | Пробисвет, велика режија и дете                | Славољуб Стефановић Раваси | Бора Савић                                | 1:00 | не     |
| 1962    | Приче из хотела                                | Александар Ђорђевић        | Новак Новак                               | ?    | не     |
| 1962    | Прегршт среће                                  | Славољуб Стефановић Раваси | Томе Арсовски                             | ?    | не     |
| 1962    | Новогодишњи поклон                             | Љубомир Радичевић          | Влада Петрић                              | ?    | не     |
| 1962    | На сплаву                                      | Славољуб Стефановић Раваси |                                           | ?    | не     |
| 1962    | Мандрагола                                     | Јован Коњовић              |                                           | ?    | не     |
| 1962    | Кишобран, освета и узица                       | Здравко Шотра              | Душица Манојловић Александар Обреновић    | 1:05 | не     |
| 1962    | Јунаци дана                                    | Александар Ђорђевић        | Душан Глигоријевић                        | 1:00 | не     |
| 1962    | Генерали и спахије                             | Љубомир Радичевић          | Радоје Радовановић                        | ?    | не     |
| 1962    | Циркус Универзал                               | Душан Михаиловић           | Миодраг Ђурђевић                          | 0:55 | не     |
| 1962    | Коштана                                        | Јован Коњовић              | Васа Поповић                              | ?    | не     |
| 1962    | Кентервилски дух                               | Сава Мрмак                 | Владимир Царин                            | ?    | не     |
| 1962    | Срећна нова година                             | Раде Млађеновић            | Бранислав Ђуричић                         | 1:00 | не     |
| 1962    | Медитеранско путовање                          | Антон Марти                |                                           | 1:10 | не     |
| 1963.▲  |                                                |                            |                                           |      |        |
| 1963    | Звуци уз обалу                                 | Сава Мрмак                 |                                           | ?    | не     |
| 1963    | Златни прсти                                   | Василије Поповић           | Павле Угринов                             | ?    | не     |
| 1963    | Викенд у небо                                  | Арса Милошевић             | Бранислав Ђуричић                         | ?    | не     |
| 1963    | Сунчано са кишом                               | Јован Коњовић              | Александар Обреновић                      | ?    | не     |
| 1963    | Ромео и Ђулијета                               | Душан Михаиловић           | Душан Михаиловић                          | 2:15 | не     |
| 1963    | Одмазда                                        | Здравко Шотра              |                                           | ?    | не     |
| 1963    | Необичне делије                                | Мирјана Самарџић           | Бора Савић                                | 1:05 | не     |
| 1963    | Кобна плочица                                  | Александар Ђорђевић        | Јован Михајловић                          | 1:00 | не     |
| 1963    | Кир Јања                                       | Миодраг Седлар             | Васа Поповић                              | ?    | не     |
| 1963    | Капетан Смело срце                             | Вера Белогрлић             | Душица Манојловић                         | 1:00 | не     |
| 1963    | Јазавац пред судом                             | Здравко Шотра              |                                           | ?    | не     |
| 1963    | Два пресудна дана                              | Сава Мрмак                 | Марија Туцаковић                          | ?    | не     |
| 1963    | Ћутљива жена                                   | Соја Јовановић             | Александар Обреновић                      | ?    | не     |
| 1963    | Ципелице од крокодилске коже                   | Славољуб Стефановић Раваси | Брана Црнчевић                            | ?    | не     |
| 1963    | Безазлене душе                                 | Мирјана Самарџић           | Миле Станковић                            | 1:00 | не     |
| 1963    | Афера Сент Фијакр                              | Сава Мрмак                 | Нада Селимовић                            | 1:26 | не     |
| 1963    | Адам и Ева                                     | Јован Коњовић              |                                           | ?    | не     |
| 1963    | 20.000 за трошак                               | Славољуб Стефановић Раваси | Владимир Диковични                        | ?    | не     |
| 1963    | Банкет у Шаренграду                            | Здравко Шотра              | Љуба Поповић                              | 0:55 | не     |
| 1963    | Микрофон је ваш                                | Александар Ђорђевић        |                                           | ?    | не     |
| 1963    | Инкогнито                                      | Здравко Шотра              | Душан Кандић                              | 0:58 | не     |
| 1963    | Приче о јунацима                               | Здравко Шотра              | Вера Црвенчанин                           | 0:47 | не     |
| 1963    | Дугме за пети спрат                            | Александар Ђорђевић        | Новак Новак                               | ?    | не     |
| 1964.▲  |                                                |                            |                                           |      |        |
| 1964    | Сто за четворо                                 | Славољуб Стефановић Раваси | Брана Црнчевић                            | ?    | не     |
| 1964    | Подунавске вечери                              | Чедомир Мацура             | Миладин Тешић                             | 0:30 | не     |
| 1964    | Отровна биљка                                  | Љубомир Радичевић          | Момчило Миланков                          | ?    | не     |
| 1964    | Мали концерт за сузе и гитару                  | Предраг Динуловић          | Љубивоје Ршумовић                         | ?    | не     |
| 1964    | Караван — Кањон Невидио                        | Милан Ковачевић            | Милан Ковачевић                           | 0:45 | не     |
| 1964    | Бубурос                                        | Здравко Шотра              |                                           | ?    | не     |
| 1964    | Лутање једне душе                              | Александар Ђорђевић        | Влада Петрић                              | ?    | не     |
| 1964    | Оне и он                                       | Здравко Шотра              |                                           | 1:00 | не     |
| 1964    | Народни посланик                               | Александар Ђорђевић        |                                           | 1:20 | не     |
| 1964    | Реквијем за похабане ствари                    | Мирјана Самарџић           | Владимир Вукумировић                      | 0:55 | не     |
| 1964    | Пет вечери                                     | Славољуб Стефановић Раваси |                                           | 1:00 | не     |
| 1964    | Молох                                          | Јован Коњовић              | Павле Угринов                             | ?    | не     |
| 1964    | Изгубљени рај                                  | Славољуб Стефановић Раваси | Иван Ивањи                                | 1:10 | не     |
| 1964    | Социјално                                      | Здравко Шотра              |                                           | ?    | не     |
| 1964    | Офсајд                                         | Здравко Шотра              |                                           | ?    | не     |
| 1964    | Инсталатер Стукс                               | Здравко Шотра              |                                           | ?    | не     |
| 1964    | Нешто о чему се може говорити                  | Сава Мрмак                 |                                           | ?    | не     |
| 1964    | Нови асистент                                  | Мирјана Самарџић           |                                           | ?    | не     |
| 1964    | Извесне обавезе                                | Мирјана Самарџић           |                                           | ?    | не     |
| 1964    | Између два авиона                              | Мирјана Самарџић           |                                           | ?    | не     |
| 1964    | Месје Боден иде на посао                       | Јован Коњовић              | Мирослав Караулац                         | ?    | не     |
| 1964    | Комесар је добричина                           | Јован Коњовић              | Мирослав Караулац                         | ?    | не     |
| 1964    | Постајем човек                                 | Здравко Шотра              | Небојша Николић                           | 0:19 | не     |
| 1965.▲  |                                                |                            |                                           |      |        |
| 1965    | Суданија                                       | Небојша Комадина           |                                           | 1:01 | не     |
| 1965    | Сова                                           | Александар Ђорђевић        | Антун Шољан                               | 0:56 | не     |
| 1965    | Реци да сам лажов                              | Славољуб Стефановић Раваси |                                           | 1:21 | не     |
| 1965    | После одмора                                   | Марио Фанели               | Света Лукић                               | 0:45 | не     |
| 1965    | Поподне једног Фауна                           | Александар Ђорђевић        |                                           | 0:45 | не     |
| 1965    | Пева се у свету                                | Арса Милошевић             | Илди Ивањи                                | 0:19 | не     |
| 1965    | Оно море                                       | Јован Коњовић              | Бранимир Шћепановић                       | 0:54 | не     |
| 1965    | Крај почетка                                   | Здравко Шотра              |                                           | ?    | не     |
| 1965    | Корени                                         | Арсеније Јовановић         | Арсеније Јовановић                        | 1:07 | не     |
| 1965    | Алергија                                       | Мирјана Самарџић           |                                           |      | не     |
| 1965    | Како стоји ствар                               | Србољуб Станковић          | Милован Мића Данојлић                     | ?    | не     |
| 1965    | Јадни мој Арбат                                | Александар Ђорђевић        |                                           | 1:25 | не     |
| 1965    | Француске краљице                              | Миша Мирковић              |                                           | ?    | не     |
| 1965    | Девојка са три оца                             | Славољуб Стефановић Раваси | Брана Црнчевић                            | 0:54 | не     |
| 1965    | Дактилографи                                   | Здравко Шотра              |                                           | 1:15 | не     |
| 1965    | Чувај ми Амелију                               | Јован Коњовић              |                                           | 1:51 | не     |
| 1965    | Бродолом младог Томаса                         | Јован Коњовић              | Јованка Јоргаћевић                        | ?    | не     |
| 1965    | Болничка соба                                  | Здравко Шотра              | Александар Обреновић                      | 1:13 | не     |
| 1965    | Американка                                     | Славољуб Стефановић Раваси | Миодраг Поповић                           | 1:03 | не     |
| 1965    | Акција епеј                                    | Ева Зсурзс                 |                                           | 1:20 | не     |
| 1965    | Лице и наличје                                 | Дејан Ђурковић             | Дејан Ђурковић                            | 0:44 | не     |
| 1965    | Фунта са штедње књижице                        | Здравко Шотра              |                                           | ?    | не     |
| 1965    | Гост из Париза — Жан Клод Паскал               | Арса Милошевић             |                                           | 0:45 | не     |
| 1965    | Пета страна света                              | Јован Коњовић              | Брана Црнчевић                            | 0:52 | не     |
| 1965    | Акција инспектора Рукавине                     | Јован Коњовић              | Зоран Глушчевић                           | 1:06 | не     |
| 1965    | Капетан капетану                               | Јован Коњовић              | Јован Коњовић                             | 0:53 | не     |
| 1965    | Сигурно је сигурно                             | Сава Мрмак                 |                                           | 1:09 | не     |
| 1965    | Отац                                           | Србољуб Станковић          | Бранислав Петровић Слободан Стојановић    | ?    | не     |
| 1965    | Поноћни гост                                   | Александар Ђорђевић        | Слободан Стојановић                       | ?    | не     |
| 1965    | Викенд у затвору Марсалзе                      | Мирјана Самарџић           | Слободан Стојановић                       | ?    | не     |
| 1965    | Довољно је ћутати                              | Сава Мрмак                 | Слободан Стојановић                       | 1:00 | не     |
| 1965    | Са њима долази смрт                            | Мирјана Самарџић           | Слободан Стојановић                       | ?    | не     |
| 1965    | Маестро                                        | Јержи Анчак                |                                           | 1:25 | не     |
| 1965    | Леђа Ивана Грозног                             | Радивоје Лола Ђукић        | Радивоје Лола Ђукић Новак Новак           | ?    | не     |
| 1966.▲  |                                                |                            |                                           |      |        |
| 1966    | Туга                                           | Славољуб Стефановић Раваси | Слободан Стојановић                       | 0:59 | не     |
| 1966    | Тестамент                                      | Бранислав Кичић            | Душан Симић                               | 0:06 | не     |
| 1966    | Терет слободе                                  | Дејан Мијач                |                                           | ?    | не     |
| 1966    | Рођена на Сени                                 | Сава Мрмак                 |                                           | 1:00 | не     |
| 1966    | Преноћиште                                     | Арсеније Јовановић         |                                           | 1:02 | не     |
| 1966    | Премијера                                      | Славољуб Стефановић Раваси | Маријан Матковић                          | 1:03 | не     |
| 1966    | Посета младе даме                              | Србољуб Станковић          | Брана Црнчевић                            | 0:47 | да     |
| 1966    | Необичан дан                                   | Марио Фанели               | Ивица Иванец                              | ?    | не     |
| 1966    | Намештена соба                                 | Александар Ђорђевић        | Александар Поповић                        | 0:40 | не     |
| 1966    | Мачка на прузи                                 | Влада Петрић               | Јожеф Топол                               | 0:54 | не     |
| 1966    | Лутка са кревета бр. 21                        | Јован Коњовић              | Ђорђе Лебовић                             | 0:57 | не     |
| 1966    | Где је Авељ, брат твој                         | Љубомир Радичевић          |                                           | 1:02 | не     |
| 1966    | Бананин брат                                   | Србољуб Станковић          | Александар Поповић                        | 0:33 | не     |
| 1966    | Аполон од Белака                               | Огњенка Милићевић          |                                           | 0:53 | не     |
| 1966    | Провод                                         | Здравко Шотра              | Момо Капор                                | 1:18 | не     |
| 1966    | Балада о повратку                              | Арсеније Јовановић         | Филип Давид                               | 0:58 | не     |
| 1966    | Партија шаха с оцем                            | Србољуб Станковић          | Михајло Ковач Мирко Ковач                 | ?    | не     |
| 1966    | Крешталица                                     | Јован Коњовић              |                                           | 1:30 | не     |
| 1966    | Воз који носи наочаре                          | Здравко Шотра              | Матија Бећковић                           | 1:04 | не     |
| 1966    | Госпођа министарка                             | Здравко Шотра              |                                           | 2:18 | не     |
| 1966    | Три бекрије                                    | Јован Коњовић              |                                           | ?    | не     |
| 1966    | Сервисна станица                               | Радивоје Лола Ђукић        | Радивоје Лола Ђукић Новак Новак           | 0:43 | не     |
| 1966    | Лола Ђукић и Новак Новак                       | Радивоје Лола Ђукић        |                                           | 0:10 | не     |
| 1966    | Њен први чај                                   | Александар Ђорђевић        | Брана Црнчевић                            | 0:53 | не     |
| 1966    | Караван — Јерма                                | Милан Ковачевић            | Милан Ковачевић                           | 0:26 | не     |
| 1967.▲  |                                                |                            |                                           |      |        |
| 1967    | Врло стара прича                               | Србољуб Станковић          | Гордан Михић                              | ?    | не     |
| 1967    | Терговци                                       | Јован Коњовић              | Јован Коњовић                             | 1:44 | не     |
| 1967    | Сутра                                          | Здравко Шотра              |                                           | ?    | не     |
| 1967    | Сумњиво лице                                   | Миодраг Седлар             |                                           | 1:43 | не     |
| 1967    | Стара кока, добра јуха                         | Небојша Комадина           | Александар Поповић                        | 0:36 | не     |
| 1967    | Сквер                                          | Драгослав Лазић            | Драгослав Лазић                           | 0:58 | не     |
| 1967    | Регинин сат                                    | Дејан Ћорковић             | Света Лукић                               | 0:48 | не     |
| 1967    | Позициони рат љубавних генерала                | Небојша Комадина           | Александар Поповић                        | 0:45 | не     |
| 1967    | Ове жене после рата                            | Небојша Комадина           |                                           | ?    | не     |
| 1967    | Оптимистичка трагедија                         | Здравко Шотра              |                                           | 1:09 | не     |
| 1967    | Ноћна кафана                                   | Миленко Маричић            |                                           | 0:43 | не     |
| 1967    | Никад се не зна                                | Мирослав Беловић           |                                           | 1:20 | не     |
| 1967    | Неутешни поштар                                | Србољуб Станковић          | Вук Вучо                                  | 0:57 | не     |
| 1967    | На туђем хлебу                                 | Јован Коњовић              |                                           | 1:13 | не     |
| 1967    | Наша напаст домаћа                             | Славољуб Стефановић Раваси | Ристо Трифковић                           | 0:46 | не     |
| 1967    | Музичка бајка                                  | Јован Коњовић              | Филип Давид                               | ?    | не     |
| 1967    | Мушица                                         | Небојша Комадина           |                                           | 1:03 | не     |
| 1967    | Материјално обезбеђење у правом смислу те речи | Небојша Комадина           | Александар Поповић                        | 0:40 | не     |
| 1967    | Мајка Живка — испраћај регрута                 | Братислав Ђорђевић         | Миладин Тешић                             | 0:30 | не     |
| 1967    | Љубав преко ноћи                               | Небојша Комадина           | Александар Поповић                        | 0:41 | не     |
| 1967    | Љубавни је цео свет                            | Небојша Комадина           | Александар Поповић                        | 0:34 | не     |
| 1967    | Љубав на плајваз                               | Небојша Комадина           | Александар Поповић                        | 0:37 | не     |
| 1967    | Љубав до гроба, последња                       | Небојша Комадина           | Александар Поповић                        | 0:42 | не     |
| 1967    | Коктел                                         | Мира Траиловић             |                                           | 2:01 | не     |
| 1967    | Ко би се једио на мушке                        | Здравко Шотра              | Коста Трифковић                           | 1:45 | не     |
| 1967    | Караван — Ровачки катуни                       | Милан Ковачевић            | Милан Ковачевић                           | 0:30 | не     |
| 1967    | Кафаница на углу                               | Љубомир Драшкић            |                                           | 1:15 | не     |
| 1967    | Јелена Ћетковић                                | Здравко Шотра              | Александар Поповић                        | 1:34 | не     |
| 1967    | Јегор Буличов                                  | Александар Ђорђевић        |                                           | 2:07 | не     |
| 1967    | Једног дана мој Јамеле                         | Александар Ђорђевић        | Филип Давид                               | 0:47 | не     |
| 1967    | Извлачење                                      | Здравко Шотра              |                                           | 0:53 | не     |
| 1967    | Хонорарни краљ                                 | Александар Ђорђевић        | Матија Бећковић                           | 0:43 | не     |
| 1967    | Еуридика                                       | Славољуб Стефановић Раваси | Славољуб Стефановић Раваси                | 1:09 | не     |
| 1967    | Џандрљиви муж                                  | Здравко Шотра              |                                           | 1:20 | не     |
| 1967    | Две столице и позадина                         | Небојша Комадина           | Александар Поповић                        | ?    | не     |
| 1967    | Будућност света                                | Мирјана Самарџић           | Милован Мића Данојлић                     | 0:54 | не     |
| 1967    | Браћа и сестре                                 | Иван Хетрих                |                                           | 0:55 | не     |
| 1967    | Била си дужна да те нађем                      | Марио Фанели               | Владимир Шегота                           | 0:46 | не     |
| 1967    | Арно и Јане                                    | Мира Траиловић             |                                           | 0:46 | не     |
| 1967    | 104 стране о љубави                            | Здравко Шотра              |                                           | 1:34 | не     |
| 1967    | Симон                                          | Здравко Шотра              | Мирко Ковач                               | 0:57 | не     |
| 1967    | Ох, дивљино                                    | Огњенка Милићевић          |                                           | 1:31 | не     |
| 1967    | Свечаност на успутној станици                  | Божидар Матковић           | Момчило Миланков                          | 1:06 | не     |
| 1967    | Очи пуне звезда                                | Марио Фанели               | Мирослав Караулац                         | 1:02 | не     |
| 1967    | Арсеник и старе чипке                          | Александар Ђорђевић        |                                           | 1:32 | не     |
| 1967    | Зона Замфирова                                 | Здравко Шотра              | Миодраг Царић                             | 2:00 | не     |
| 1967    | Лопов и уседелица                              | Данијел Марушић            |                                           | 0:50 | не     |
| 1967    | Вилин коњиц и плехана фуруна                   | Небојша Комадина           | Александар Поповић                        | ?    | не     |
| 1967    | Шест љубави Луције Живојиновић                 | Небојша Комадина           | Александар Поповић                        | 0:31 | не     |
| 1968.▲  |                                                |                            |                                           |      |        |
| 1968    | Власници кључева                               | Славољуб Стефановић Раваси |                                           | 0:53 | не     |
| 1968    | Весели повратак                                | Сава Мрмак                 | Новак Новак                               | ?    | не     |
| 1968    | Туђе главе                                     | Огњенка Милићевић          |                                           | 1:01 | не     |
| 1968    | Тројица против свих... а жена четврта          | Љубомир Драшкић            | Брана Црнчевић                            | ?    | не     |
| 1968    | Топчидерска река                               | Александар Ђорђевић        | Гордан Михић                              | ?    | не     |
| 1968    | Тишина                                         | Здравко Шотра              | Гордан Михић                              | 0:31 | не     |
| 1968    | Тим који губи                                  | Арса Милошевић             | Звонимир Мајдак                           | 0:56 | не     |
| 1968    | Тако је ако вам се тако чини                   | Љубомир Драшкић            | Љубомир Драшкић                           | 1:24 | не     |
| 1968    | Све ће то народ позлатити                      | Влада Петрић               | Људмила Станојевић                        | ?    | не     |
| 1968    | Швабица                                        | Влада Петрић               |                                           | 1:00 | не     |
| 1968    | Сунчано јутро                                  | Јован Коњовић              |                                           | 0:36 | не     |
| 1968    | Стан                                           | Сава Мрмак                 | Ивица Иванец                              | 0:52 | не     |
| 1968    | Слепи миш                                      | Јован Коњовић              |                                           | 0:59 | не     |
| 1968    | Силе                                           | Славољуб Стефановић Раваси | Бранимир Ћосић Мила Димић                 | 2:00 | не     |
| 1968    | Сезона пољубаца                                | Славољуб Стефановић Раваси | Мирослав Караулац                         | 0:57 | не     |
| 1968    | Северно море                                   | Србољуб Станковић          | Стеван Пешић                              | 0:42 | не     |
| 1968    | Сајам на свој начин                            | Петар Теслић               | Иван Кушан                                | 0:49 | не     |
| 1968    | Први пут с оцем на јутрење                     | Влада Петрић               |                                           | ?    | не     |
| 1968    | Продајем стара кола                            | Сава Мрмак                 |                                           | 0:47 | не     |
| 1968    | Прљаве руке                                    | Александар Ђорђевић        |                                           | 2:11 | не     |
| 1968    | Пријатељство, занат најстарији                 | Александар Ђорђевић        | Брана Црнчевић                            | 0:47 | не     |
| 1968    | Капути                                         | Здравко Шотра              | Гордан Михић                              | 0:29 | не     |
| 1968    | Превара из љубави                              | Јован Коњовић              | Ђорђе Малетић                             | 1:28 | не     |
| 1968    | Права адреса                                   | Александар Ђорђевић        | Гордан Михић                              | 0:33 | не     |
| 1968    | Последњи Стипанчићи                            | Едуард Галић               | Вјенцеслав Новак                          | 1:07 | не     |
| 1968    | Под стакленим звоном                           | Здравко Шотра              | Звонимир Мајдак                           | 1:02 | не     |
| 1968    | Нови живот                                     | Јован Коњовић              | Александар Обреновић                      | 1:08 | не     |
| 1968    | Ноћно дежурство сестре Гризелде                | Љубомир Драшкић            |                                           | 0:55 | не     |
| 1968    | Ноћ и магла                                    | Славољуб Стефановић Раваси | Данило Киш                                | 0:40 | не     |
| 1968    | Невоље једног Бобана                           | Србољуб Станковић          | Петар Цветковић                           | 0:34 | не     |
| 1968    | Невероватни цилиндер Њ. В. краља Кристијана    | Предраг Бајчетић           | Живојин Вукадиновић                       | ?    | не     |
| 1968    | Не играј се љубављу                            | Сава Мрмак                 |                                           | 1:45 | не     |
| 1968    | Наш пријатељ Пепи                              | Србољуб Станковић          | Миливоје Мајсторовић                      | 0:36 | не     |
| 1968    | Наши синови                                    | Сава Мрмак                 | Војислав Јовановић Марамбо                | 2:00 | не     |
| 1968    | Можда спава                                    | Слободан Радовић           | Радослав Војводић                         | 0:32 | не     |
| 1968    | Моје је срце високо у брдима                   | Радомир Шарановић          | Радомир Шарановић Вилијам Саројан         | 0:59 | не     |
| 1968    | Мајнард Фергусон и Џон Хендрикс                | Александар Ђорђевић        |                                           | 1:30 | не     |
| 1968    | Мартин Крпан с врха                            | Љубомир Драшкић            | Љубивоје Ршумовић                         | ?    | не     |
| 1968    | Љубитељ голубова                               | Небојша Комадина           | Предраг Чудић                             | 0:33 | не     |
| 1968    | Ледено љето                                    | Иван Хетрих                | Антун Шољан                               | 1:04 | не     |
| 1968    | Караван — Змијање                              | Милан Ковачевић            | Милан Ковачевић                           | 0:30 | не     |
| 1968    | Календар Јована Орловића                       | Јован Коњовић              | Света Лукић                               | 0:55 | не     |
| 1968    | Једног дана, једном човјеку                    | Сава Мрмак                 | Ивица Иванец                              | 0:45 | не     |
| 1968    | Изгубљено писмо                                | Јован Коњовић              | Јован Коњовић                             | 1:15 | не     |
| 1968    | Илустровани живот                              | Србољуб Станковић          | Миодраг Станисављевић                     | 0:35 | не     |
| 1968    | Грешка еволуције                               | Александар Ђорђевић        | Гордан Михић                              | 0:35 | не     |
| 1968    | Градилиште                                     | Божидар Вучуровић          | Бранислав Петровић Димитрије Тасић        | 0:30 | не     |
| 1968    | Евгенија на зрну грашка                        | Александар Ђорђевић        | Људмила Станојевић                        | 0:40 | не     |
| 1968    | Епидемија здравља                              | Владимир Андрић            | Владимир Андрић                           | 0:39 | не     |
| 1968    | Дивни мирис љубичица                           | Сава Мрмак                 | Томислав Бакарић                          | 0:50 | не     |
| 1968    | Дан одмора једног говорника                    | Љубомир Драшкић            | Брана Црнчевић                            | 0:50 | не     |
| 1968    | Дама с камелијама                              | Миленко Маричић            |                                           | ?    | не     |
| 1968    | Бурлеска о Грку                                | Славољуб Стефановић Раваси | Гојко Јањушевић                           | 1:30 | не     |
| 1968    | Букет шансона                                  | Јован Ристић               | Мирослав Караулац                         | ?    | не     |
| 1968    | Брачна постеља                                 | Миленко Маричић            |                                           | 1:06 | не     |
| 1968    | Без трећег                                     | Миленко Маричић            | Милан Беговић Миленко Маричић             | 1:02 | не     |
| 1968    | Апокалипса                                     | Влада Петрић               | Ђорђе Лебовић                             | 0:45 | не     |
| 1968    | Састанак музичара — Џем сесија                 | Здравко Шотра              |                                           | 1:00 | не     |
| 1968    | Бекство                                        | Здравко Шотра              | Драгован Јовановић                        | 1:31 | не     |
| 1968    | Стравиња                                       | Небојша Комадина           | Златко Томичић                            | ?    | да     |
| 1968    | На рубу памети                                 | Здравко Шотра              | Вера Црвенчанин                           | ?    | не     |
| 1968    | Дијапазон — Мирослав Радојчић                  | Мирјана Самарџић           |                                           | 0:45 | не     |
| 1968    | Стубови друштва                                | Иван Хетрих                | Иван Хетрих                               | 0:36 | не     |
| 1968    | Караван — Око Кључа                            | Звонко Симоновић           | Милан Ковачевић                           | 0:30 | не     |
| 1969.▲  |                                                |                            |                                           |      |        |
| 1969    | Величанствени рогоња                           | Миленко Маричић            | Мирослав Караулац                         | 1:23 | не     |
| 1969    | У сенци клисуре                                | Огњенка Милићевић          |                                           | 0:36 | не     |
| 1969    | Умукли дефови                                  | Чедомир Мацура             | Борислав Вукић                            | 0:30 | не     |
| 1969    | Туберкулоза                                    | Здравко Шотра              | Драган Бабић                              | 0:47 | не     |
| 1969    | Три серенаде                                   | Небојша Комадина           | Богдан Чиплић                             | ?    | не     |
| 1969    | Трагедија на сплаву                            | Здравко Шотра              | Љубивоје Ршумовић                         | 0:34 | не     |
| 1969    | Тања                                           | Здравко Шотра              |                                           | 1:19 | не     |
| 1969    | Сувишни                                        | Славољуб Стефановић Раваси | Ристо Трифковић                           | 1:04 | не     |
| 1969    | Суфле                                          | Небојша Комадина           | Милан Брујић                              | 0:32 | не     |
| 1969    | Стихови                                        | Арсеније Јовановић         | Павле Минчић                              | 0:41 | не     |
| 1969    | Снаха                                          | Предраг Бајчетић           |                                           | 1:30 | не     |
| 1969    | Служавка                                       | Герард Рекерс              |                                           | 1:26 | не     |
| 1969    | Скандал                                        | Арсеније Јовановић         | Арсеније Јовановић                        | 1:19 | не     |
| 1969    | Пут господина Перисона                         | Здравко Шотра              |                                           | 1:14 | не     |
| 1969    | Пуслице са обрстом                             | Јован Коњовић              | Богдан Чиплић                             | 0:44 | не     |
| 1969    | Преко мртвих                                   | Предраг Бајчетић           | Душан Николајевић Василије Поповић        | 1:03 | не     |
| 1969    | Покојник                                       | Арса Милошевић             |                                           | 2:07 | не     |
| 1969    | Подвала                                        | Јован Коњовић              | Милован Глишић                            | 2:04 | не     |
| 1969    | Плава Јеврејка                                 | Јован Коњовић              | Исак Самоковлија                          | 0:58 | не     |
| 1969    | Обично вече                                    | Александар Ђорђевић        | Миодраг Станисављевић                     | 0:45 | не     |
| 1969    | Обична прича                                   | Александар Ђорђевић        |                                           | 2:15 | не     |
| 1969    | Не зови ме татице                              | Јован Коњовић              |                                           | 1:15 | не     |
| 1969    | Непријатељ народа                              | Здравко Шотра              |                                           | 2:04 | не     |
| 1969    | На дан пожара                                  | Арсеније Јовановић         | Света Лукић                               | 0:58 | не     |
| 1969    | Месечев излазак                                | Едуард Галић               | Едуард Галић                              | 0:35 | не     |
| 1969    | Лек од љубави                                  | Небојша Комадина           | Богдан Чиплић                             | 0:36 | не     |
| 1969    | Лећи на руду                                   | Небојша Комадина           | Мирјана Стефановић                        | 0:43 | не     |
| 1969    | Кројцерова соната                              | Јован Коњовић              | Лав Толстој                               | 1:20 | не     |
| 1969    | Крчма на главном друму                         | Љубомир Драшкић            | Љубомир Драшкић                           | 0:56 | не     |
| 1969    | Код зеленог папагаја                           | Соја Јовановић             |                                           | 1:15 | не     |
| 1969    | Ко ће да спасе орача                           | Сава Мрмак                 |                                           | 1:15 | не     |
| 1969    | Како је лагао њеног мужа                       | Србољуб Станковић          |                                           | 0:37 | не     |
| 1969    | Хајде да се играмо                             | Предраг Бајчетић           |                                           | 0:55 | не     |
| 1969    | Голубовићи                                     | Здравко Шотра              | Слободан Стојановић                       | 1:12 | не     |
| 1969    | Дијапазон — Гита Предић-Нушић                  | Мирјана Самарџић           | Илди Ивањи                                | 0:30 | не     |
| 1969    | Дијапазон — Бранко Ћопић                       | Мирјана Самарџић           | Илди Ивањи                                | 0:45 | не     |
| 1969    | Дарови моје рођаке Марије                      | Ђорђе Кадијевић            | Ђорђе Кадијевић                           | 1:00 | не     |
| 1969    | Далеко је Аустралија                           | Соја Јовановић             | Бојана Андрић                             | 1:07 | не     |
| 1969    | Чудесан свет Хораса Форда                      | Сава Мрмак                 |                                           | 1:15 | не     |
| 1969    | Циганске мелодије                              | Рајко Лаловић              | Божидар Пантић                            | 0:50 | не     |
| 1969    | Бура                                           | Вук Бабић                  | Момчило Миланков                          | 0:59 | не     |
| 1969    | Безимена звезда                                | Јован Коњовић              |                                           | 1:18 | не     |
| 1969    | Аутостопер                                     | Србољуб Станковић          | Миодраг Новаковић                         | 0:30 | не     |
| 1969    | Акваријум                                      | Србољуб Станковић          | Зоран Станојевић                          | 0:42 | не     |
| 1969    | Недозвани                                      | Александар Ђорђевић        |                                           | 1:10 | не     |
| 1969    | Медиала                                        | Божидар Вучуровић          | Димитрије Тасић                           | 0:30 | не     |
| 1969    | Вели Јоже                                      | Мирјана Самарџић           | Владимир Назор Мила Станојевић Бајфорд    | 1:02 | не     |
| 1969    | Весело вече — 20 година                        | Александар Ђорђевић        | Бранислав Ђуричић                         | ?    | не     |
| 1969    | Дошљаци                                        | Вук Бабић                  | Мила Станојевић Бајфорд Милутин Ускоковић | 1:00 | не     |
| 1969    | Поглед уназад                                  | Петар Теслић               |                                           | 0:49 | не     |
| 1969    | Бачки славуј                                   | Небојша Комадина           | Богдан Чиплић                             | ?    | не     |
| 1969    | Потоп                                          | Едуард Галић               |                                           | 1:00 | не     |
| 1969    | Јахачи пут мора                                | Огњенка Милићевић          | Огњенка Милићевић                         | 0:37 | не     |
| 1969    | Закопајте мртве                                | Александар Ђорђевић        | Александар Ђорђевић                       | 0:59 | не     |
| 1969    | Дуго сећање                                    | Милан Душковић             | Димитрије Тасић                           | 0:30 | не     |
| 1969    | Карусел                                        | Александар Ђорђевић        | Новак Новак                               | ?    | не     |

| 1971 ▼ | 1972 ▼ | 1973 ▼ | 1974 ▼ | 1975 ▼ | 1976 ▼ | 1977 ▼ | 1978 ▼ | 1979 ▼ \| ▲ \| |

|         | Назив                                              | Редитељ                           | Сценариста                                                 | Тр.   | У боји |    |
| ------- | -------------------------------------------------- | --------------------------------- | ---------------------------------------------------------- | ----- | ------ | -- |
| 1970-е▲ |                                                    |                                   |                                                            |       |        |    |
| 1970    | Ујка Вања                                          | Јержи Анчак                       | Милица Николић                                             | 2:16  | не     |    |
| 1970    | Удовиштво госпође Холројд                          | Предраг Бајчетић                  |                                                            | 1:31  | не     |    |
| 1970    | Тристан и Изолда                                   | Вера Белогрлић                    | Александар Поповић                                         | 1:00  | не     |    |
| 1970    | Србија на Истоку                                   | Драгослав Лазић                   | Драгослав Лазић                                            | 1:05  | не     |    |
| 1970    | Случај Опенхајмер                                  | Арсеније Јовановић                |                                                            | 1:30  | не     |    |
| 1970    | Седморица младих                                   | Јован Ристић                      | Јован Ристић                                               | ?     | не     |    |
| 1970    | Шапни ми на здраво уво                             | Петар Теслић                      |                                                            | 0:55  | не     |    |
| 1970    | Протекција                                         | Славољуб Стефановић Раваси        |                                                            | 2:11  | не     |    |
| 1970    | Пророк                                             | Здравко Шотра                     | Жарко Јовановић Команин                                    | 0:39  | не     |    |
| 1970    | Поезија Огдена Неша                                | Здравко Шотра                     | Драгослав Андрић                                           | 0:42  | не     |    |
| 1970    | Омер и Мерима                                      | Здравко Шотра                     | Мирослав Беловић                                           | 1:21  | не     |    |
| 1970    | Недеља у предграђу                                 | Здравко Шотра                     | Слободан Новаковић                                         | 0:30  | не     |    |
| 1970    | Наши манири                                        | Јован Коњовић                     | Љубинка Бобић                                              | ?     | не     |    |
| 1970    | Ли Харви Освалд                                    | Арсеније Јовановић                |                                                            | ?     | не     |    |
| 1970    | Крунисање                                          | Јован Коњовић                     | Јован Коњовић                                              | 1:03  | не     |    |
| 1970    | Караван — Похорје                                  | Звонко Симоновић                  | Звонко Симоновић                                           | 0:30  | не     |    |
| 1970    | Јепе брђанин                                       | Јован Коњовић                     |                                                            | ?     | не     |    |
| 1970    | Изгубљени син                                      | Димитре Османли                   |                                                            | ?     | не     |    |
| 1970    | Хајдучија                                          | Драгослав Лазић                   | Миодраг Станисављевић Пера Тодоровић                       | 0:58  | не     |    |
| 1970    | Француски без муке                                 | Миленко Маричић                   |                                                            | 1:06  | не     |    |
| 1970    | Фарса о Патлену                                    | Јован Коњовић                     |                                                            | 1:06  | не     |    |
| 1970    | Енглески онакав какав се говори                    | Соја Јовановић                    |                                                            | 0:39  | не     |    |
| 1970    | Ђидо                                               | Јован Коњовић                     |                                                            | 1:38  | не     |    |
| 1970    | Дан који треба да остане у лепој успомени          | Соја Јовановић                    | Бојана Андрић                                              | 1:04  | не     |    |
| 1970    | Чкаља                                              | Миленко Маричић                   | Слободан Стојановић                                        | ?     | не     |    |
| 1970    | Бурна ноћ                                          | Вук Бабић                         |                                                            | ?     | не     |    |
| 1970    | Бели зечеви                                        | Александар Ђорђевић               | Мирјана Стефановић                                         | 0:51  | не     |    |
| 1970    | Папагај                                            | Александар Ђорђевић               | Данило Киш                                                 | ?     | да     |    |
| 1970    | Милораде, кам бек                                  | Драгослав Лазић                   | Душан Савковић                                             | 0:34  | не     |    |
| 1971.▲  |                                                    |                                   |                                                            |       |        |    |
| 1971    | Вежбе из гађања                                    | Едуард Галић                      | Звонимир Мајдак                                            | 0:50  | не     |    |
| 1971    | Улази слободан човек                               | Вук Бабић                         |                                                            | ?     | не     |    |
| 1971    | ТВ телефонирање                                    | Новак Новак                       |                                                            | 0:30  | не     |    |
| 1971    | Све ће то народ позлатити                          | Јован Аћин                        | Јован Аћин                                                 | 1:05  | не     |    |
| 1971    | Суђење Флоберу                                     | Арсеније Јовановић                | Данило Николић                                             | 1:13  | не     |    |
| 1971    | Спомен плоча                                       | Славољуб Стефановић Раваси        |                                                            | 1:03  | не     |    |
| 1971    | Сократова одбрана и смрт                           | Здравко Шотра                     | Бранивој Ђорђевић                                          | 0:56  | не     |    |
| 1971    | Сладак живот на српски начин                       | Драгослав Лазић                   | Александар Петровић                                        | 0:57  | не     |    |
| 1971    | Пенџери равнице                                    | Соја Јовановић                    | Зоран Петровић                                             | 1:20  | не     |    |
| 1971    | Нирнбершки епилог                                  | Јержи Анчак                       | Јержи Анчак                                                | 2:16  | не     |    |
| 1971    | Музички аутомат                                    | Бранко Плеша                      | Мирјана Буљан                                              | 1:13  | не     |    |
| 1971    | Капетан из Кепеника                                | Сава Мрмак                        |                                                            | 2:19  | не     |    |
| 1971    | Халелуја                                           | Зоран Ратковић                    | Ђорђе Лебовић Александар Обреновић                         | 0:53  | не     |    |
| 1971    | Дон Кихот и Санчо Панса                            | Здравко Шотра                     |                                                            | 2:00  | не     |    |
| 1971    | Домовина у песмама                                 | Славољуб Стефановић Раваси        |                                                            | 0:26  | не     |    |
| 1971    | Чудо                                               | Ђорђе Кадијевић                   | Ђорђе Кадијевић                                            | 0:55  | не     |    |
| 1971    | Чеп који не пропушта воду                          | Александар Ђорђевић               | Бранко Рељић                                               | 0:43  | не     |    |
| 1971    | Чарапа од сто петљи                                | Небојша Комадина                  | Александар Поповић                                         | 0:56  | не     |    |
| 1971    | Без назива                                         | Горан Марковић                    | Данило Киш Горан Марковић                                  | 0:33  | да     |    |
| 1971    | Баријоново венчање                                 | Љубомир Драшкић                   |                                                            | 1:19  | не     |    |
| 1971    | Апотекарица                                        | Срђан Карановић                   | Срђан Карановић                                            | 0:32  | не     |    |
| 1971    | Четрдесет прва                                     | Јован Ристић                      | Слободан Новаковић                                         | 0:27  | не     |    |
| 1971    | Први Њупорт Џез Фестивал: Београд 1971             | Јован Ристић                      |                                                            | 0:50  | не     |    |
| 1971    | Збогом остај бункеру на реци                       | Пуриша Ђорђевић                   | Пуриша Ђорђевић                                            | 0:50  | не     |    |
| 1971    | Караван — Омиш                                     | Миладин Тешић                     | Миладин Тешић                                              | 0:30  | не     |    |
| 1972.▲  |                                                    |                                   |                                                            |       |        |    |
| 1972    | Шешир професора Косте Вујића                       | Владимир Андрић                   | Бојана Андрић Милован Витезовић                            | 1:00  | не     |    |
| 1972    | Злочин и казна                                     | Сава Мрмак                        |                                                            | 2:40  | не     |    |
| 1972    | Заслуге                                            | Александар Ђорђевић               | Светозар Влајковић Александар Вучо                         | 0:55  | не     |    |
| 1972    | Време коња                                         | Слободан Новаковић                | Слободан Новаковић                                         | драма |        | Да |
| 1972    | Убиство у ноћном возу                              | Лордан Зафрановић                 | Мирко Ковач                                                | 1:10  | не     |    |
| 1972    | Светлост из друге куће                             | Велимир Абрамовић                 | Велимир Абрамовић                                          | 1:02  | не     |    |
| 1972    | Слава и сан                                        | Вук Бабић                         |                                                            | 1:13  | не     |    |
| 1972    | Син                                                |                                   |                                                            | ?     | не     |    |
| 1972    | Сарајевски атентат                                 | Арсеније Јовановић                | Радослав Дорић Арсеније Јовановић                          | 1:07  | не     |    |
| 1972    | Самоубица                                          | Јован Коњовић                     |                                                            | 1:47  | не     |    |
| 1972    | Сами без анђела                                    | Предраг Бајчетић                  |                                                            | 1:15  | не     |    |
| 1972    | Розенбергови не смеју да умру                      | Бранко Плеша                      |                                                            | 1:16  | не     |    |
| 1972    | Роман са контрабасом                               | Здравко Шотра                     | Здравко Шотра                                              | 0:43  | не     |    |
| 1972    | Развојни пут Боре Шнајдера                         | Арса Милошевић                    | Александар Поповић                                         | 1:39  | не     |    |
| 1972    | Ратнички таленат                                   | Владимир Андрић                   | Живојин Павловић                                           | 0:58  | не     |    |
| 1972    | Птичје купалиште                                   | Арсеније Јовановић                |                                                            | 0:54  | не     |    |
| 1972    | Прво убиство                                       | Милош Радивојевић                 | Милош Радивојевић Светозар Влајковић                       | 0:29  | не     |    |
| 1972    | Прождрљивост                                       | Арсеније Јовановић                | Бора Ћосић                                                 | 0:48  | не     |    |
| 1972    | Портрети — Др. Синиша Станковић                    | Милан Тополовачки                 | Бранко Поповић                                             | 0:50  | не     |    |
| 1972    | Породична хроника                                  | Дејан Караклајић                  | Филип Давид                                                | 0:35  | не     |    |
| 1972    | Пораз                                              | Предраг Бајчетић                  |                                                            | 1:23  | да     |    |
| 1972    | Поп Ћира и поп Спира                               | Јован Коњовић                     | Богдан Чиплић                                              | ?     | не     |    |
| 1972    | Петак вече                                         | Предраг Бајчетић                  |                                                            | 1:22  | не     |    |
| 1972    | Паљење рајхстага                                   | Арсеније Јовановић                |                                                            | 0:30  | не     |    |
| 1972    | Неспоразум                                         | Мира Траиловић                    |                                                            | 1:03  | не     |    |
| 1972    | Не газите мушкатле                                 | Милан Јелић                       | Милан Јелић                                                | ?     | не     |    |
| 1972    | Милева Ајнштајн                                    | Вида Огњеновић                    | Десанка Ђурић Трбуховић Вида Огњеновић                     | 1:12  | не     |    |
| 1972    | Лица                                               | Славољуб Стефановић Раваси        | Олга Савић                                                 | 1:11  | не     |    |
| 1972    | Купање                                             | Јован Аћин                        | Милан Шећеровић                                            | 0:50  | не     |    |
| 1972    | Како су се волеле две будале                       | Александар Ђорђевић               | Душан Радовић                                              | 0:30  | не     |    |
| 1972    | Јелисаветини љубавни јади због молера              | Дејан Караклајић                  | Милан Јелић                                                | 1:09  | не     |    |
| 1972    | Драги Антоан                                       | Борислав Глигоровић               | Борислав Глигоровић                                        | 1:09  | не     |    |
| 1972    | Дорћолска посла                                    | Љубиша Ристић                     | Љубиша Ристић                                              | ?     | не     |    |
| 1972    | Дамон                                              | Јован Коњовић                     | Јован Коњовић                                              | 1:02  | не     |    |
| 1972    | Човек који је бацио атомску бомбу на Хирошиму      | Јоаким Марушић                    | Алојз Мајетић                                              | 1:14  | да     |    |
| 1972    | Ћелава певачица                                    | Бранко Плеша                      |                                                            | 1:10  | не     |    |
| 1972    | Буба у уху                                         | Љубиша Ристић                     |                                                            | 1:35  | не     |    |
| 1972    | Амфитрион 38                                       | Огњенка Милићевић                 |                                                            | 1:15  | не     |    |
| 1972    | Афера недужне Анабеле                              | Миленко Маричић                   | Велимир Лукић Александар Обреновић                         | 0:56  | не     |    |
| 1972    | Болани Дојчин                                      | Ђорђе Кадијевић                   | Ђорђе Кадијевић                                            | 1:00  | не     |    |
| 1972    | Предграђе                                          | Лордан Зафрановић                 | Лордан Зафрановић                                          | 0:24  | да     |    |
| 1972    | Легенда о лапоту                                   | Горан Паскаљевић                  | Горан Паскаљевић                                           | 0:27  | да     |    |
| 1972    | Дом                                                | Срђан Карановић                   | Срђан Карановић                                            | 0:10  | да     |    |
| 1972    | Чучук Стана                                        | Љубиша Ристић                     |                                                            | 0:55  | не     |    |
| 1972    |                                                    | Мирјана Самарџић                  | Слободан Хабић                                             | 0:30  | не     |    |
| 1972    | Смех са сцене: Народно позориште                   | Арсеније Јовановић                | Раско Јовановић                                            | ?     | не     |    |
| 1972    | Волим те Аксаније                                  | Соја Јовановић                    | Драгана Јовановић                                          | 0:44  | не     |    |
| 1972    | Смех са сцене: Атеље 212                           | Мира Траиловић                    | Мира Траиловић                                             | 1:00  | не     |    |
| 1972    | Савонарола и његови пријатељи                      | Арсеније Јовановић                | Јован Христић                                              | 1:06  | не     |    |
| 1972    | Смех са сцене: Југословенско драмско позориште     | Љубиша Ристић                     | Љубиша Ристић                                              | 1:00  | да     |    |
| 1972    | Смех са сцене: Савремено позориште                 | Небојша Комадина                  |                                                            | ?     | не     |    |
| 1972    | Луди ујка                                          | Владимир Момчиловић               | Милан Шећеровић                                            | ?     | не     |    |
| 1972    | Један ујак Хојан                                   | Вера Белогрлић                    | Јосип Кришковић                                            | ?     | да     |    |
| 1972    | Стефан Дечански                                    | Арсеније Јовановић                | Енрико Јосиф                                               | 1:00  | не     |    |
| 1972    | Несахрањени мртваци                                | Едуард Галић                      | Живојин Павловић                                           | 1:06  | не     |    |
| 1972    | Концерт за комшије                                 | Сава Мрмак                        | Синиша Павић                                               | ?     | не     |    |
| 1973.▲  |                                                    |                                   |                                                            |       |        |    |
| 1973    | Жуте фесвице                                       | Јован Аћин                        | Миленко Вучетић                                            | 0:57  | не     |    |
| 1973    | Живео живот Тола Манојловић                        | Петар Теслић                      | Мома Димић Петар Теслић                                    | 0:45  | не     |    |
| 1973    | Време Сутјеске                                     | Владимир Момчиловић               | Милан Влајчић                                              | 0:58  | не     |    |
| 1973    | Тај луди средњи век                                | Иван Ракиџић                      | Иван Ракиџић                                               | ?     | не     |    |
| 1973    | Суседи                                             | Соја Јовановић                    | Миливоје Мајсторовић                                       | 1:10  | не     |    |
| 1973    | Суђење Бертолду Брехту                             | Борислав Глигоровић               | Иван Ивањи                                                 | 1:00  | не     |    |
| 1973    | Штићеник                                           | Ђорђе Кадијевић                   | Филип Давид                                                | 0:46  | не     |    |
| 1973    | Слуга                                              | Горан Паскаљевић                  | Горан Паскаљевић                                           | 0:42  | не     |    |
| 1973    | Сланици                                            | Јован Аћин                        | Миленко Вучетић                                            | 0:46  | не     |    |
| 1973    | Сироти мали хрчки                                  | Владимир Момчиловић               | Гордан Михић Владимир Момчиловић                           | 0:35  | да     |    |
| 1973    | Сан доктора Мишића                                 | Бранко Плеша                      | Бранко Иванда                                              | 1:11  | не     |    |
| 1973    | Самоћа                                             | Славољуб Стефановић Раваси        | Ђорђе Лебовић                                              | 0:56  | не     |    |
| 1973    | Родољупци                                          | Јован Коњовић                     |                                                            | ?     | не     |    |
| 1973    | Путник                                             | Александар Мандић                 | Драгослав Михаиловић                                       | 0:40  | не     |    |
| 1973    | Прослава                                           | Бранко Плеша                      | Давид Албахари                                             | 1:12  | не     |    |
| 1973    | Полицајци                                          | Љубиша Ристић                     | Славомир Мрожек                                            | 1:13  | ?      |    |
| 1973    | Пикник на фронту                                   | Владимир Момчиловић               | Владимир Момчиловић                                        | 0:40  | не     |    |
| 1973    | Несрећа                                            | Владан Слијепчевић                | Ђорђе Лебовић                                              | 1:00  | не     |    |
| 1973    | Молба из 1950                                      | Александар Мандић                 | Антоније Исаковић                                          | 0:38  | не     |    |
| 1973    | Милојева смрт                                      | Сава Мрмак                        | Ђорђе Лебовић Јара Рибникар                                | 0:57  | не     |    |
| 1973    | Легенда о Ћићку                                    | Божидар Калезић                   | Радослав Војводић                                          | 0:45  | не     |    |
| 1973    | Кућевласник и паликућа                             | Бранко Плеша                      | Бранко Плеша                                               | 1:07  | не     |    |
| 1973    | Краљ Иби                                           | Љубомир Драшкић                   |                                                            | 1:37  | да     |    |
| 1973    | Каменолом                                          | Љубивоје Ршумовић                 | Љубивоје Ршумовић                                          | ?     | да     |    |
| 1973    | Изгнаници                                          | Мира Траиловић                    |                                                            | 1:16  | не     |    |
| 1973    | Хлеб                                               | Крјезиу Екрем                     | Азем Шкрели                                                | 0:51  | не     |    |
| 1973    | Госпођа Дели има љубавника                         | Славољуб Стефановић Раваси        | Славољуб Стефановић Раваси                                 | 1:05  | не     |    |
| 1973    | Фантастични незнанац                               |                                   |                                                            | ?     | не     |    |
| 1973    | Дубравка                                           | Јован Коњовић                     | Иван Гундулић                                              | 0:50  | не     |    |
| 1973    | Диогенес                                           | Јован Коњовић                     | Тито Брезовачки Јован Коњовић                              | 1:23  | не     |    |
| 1973    | Девичанска свирка                                  | Ђорђе Кадијевић                   | Ђорђе Кадијевић Иван Раос                                  | 0:55  | не     |    |
| 1973    | Брзе године                                        | Владимир Андрић                   |                                                            | 1:02  | не     |    |
| 1973    | Београд или трамвај а на предња врата              | Славољуб Стефановић Раваси        | Милан Шећеровић                                            | 0:55  | не     |    |
| 1973    | Бела кошуља                                        | Димитре Османли                   | Србо Ивановски Димитре Османли                             | 0:51  | не     |    |
| 1973    | Бомбардовање Њу Хејвна                             | Борислав Глигоровић               |                                                            | ?     | не     |    |
| 1973    | Балада о предвечерју                               | Зоран Предић                      | Милош Николић                                              | 0:30  | не     |    |
| 1973    | Апотекар, блудница и велики доктор                 | Јован Коњовић                     | Синиша Павић Гаврил Венцловић Стефановић                   | 0:45  | ?      |    |
| 1973    | Лептирица                                          | Ђорђе Кадијевић                   | Милован Глишић Ђорђе Кадијевић                             | 1:03  | не     |    |
| 1973    | Личност којој се дивим                             | Вера Белогрлић                    | Душица Манојловић                                          |       | ?      |    |
| 1973    | Последњи                                           | Стево Жигон                       |                                                            | 1:00  | да     |    |
| 1973    | Београдско пролеће, други део                      | Никола Лоренцин                   |                                                            | 0:30  | не     |    |
| 1973    | Парадокс о шаху                                    | Боро Драшковић                    | Боро Драшковић                                             | 0:30  | не     |    |
| 1973    | Интервју са Лакснесом                              | Боро Драшковић                    | Боро Драшковић                                             | 0:30  | не     |    |
| 1973    | Једанаеста најтежа година                          | Никола Рајић                      | Владимир Андрић Никола Рајић                               | 0:39  | да     |    |
| 1973    | Бећарски дивани                                    | Иван Ракиџић                      | Иван Ракиџић Радомир Суботић                               | 0:55  | не     |    |
| 1973    | Недељно поподне на Гренланду                       | Боро Драшковић                    | Боро Драшковић                                             | 0:30  | не     |    |
| 1973    | Љубавни случај сестре једног министра              | Андрија Ђукић                     |                                                            | 0:35  | да     |    |
| 1973    | Похвала Исланду                                    | Боро Драшковић                    | Боро Драшковић                                             | 0:30  | не     |    |
| 1973    | Интервју са председником Исланда                   | Боро Драшковић                    | Боро Драшковић                                             | 0:30  | не     |    |
| 1973    | Црвена башта                                       | Вера Белогрлић                    |                                                            | 1:00  | не     |    |
| 1973    | Став’те памет на комедију                          | Славољуб Стефановић Раваси        |                                                            | 1:00  | не     |    |
| 1973    | Павиљон број шест                                  | Лучијан Пинтилије                 |                                                            | 1:29  | не     |    |
| 1973    | Дечак на бициклу                                   | Вера Белогрлић                    | Душица Манојловић                                          | 1:00  | не     |    |
| 1973    | Иво Лола Рибар                                     | Ненад Момчиловић                  | Ненад Момчиловић                                           | 0:53  | не     |    |
| 1973    | Пета колона                                        | Боро Драшковић                    |                                                            | 1:10  | да     |    |
| 1973    | Женидба носача Самуела                             | Борислав Глигоровић               | Филип Давид Исак Самоковлија                               | ?     | не     |    |
| 1974.▲  |                                                    |                                   |                                                            |       |        |    |
| 1974    | Зашто је пуцао Алија Алијагић                      | Арсеније Јовановић                | Арсеније Јовановић                                         | 1:22  | не     |    |
| 1974    | Заклетва                                           | Ђорђе Кадијевић                   | Ђорђе Кадијевић                                            | 1:00  | не     |    |
| 1974    | Ујеж                                               | Вида Огњеновић                    | Вида Огњеновић                                             | 0:45  | не     |    |
| 1974    | ТВ Фељтон: Францускиња из Словца                   | Звонко Симоновић                  | Славољуб Ђукић                                             | 0:30  | не     |    |
| 1974    | Слободан превод Мизантропа                         | Арсеније Јовановић                | Мирослав Караулац                                          | 0:51  | не     |    |
| 1974    | Путем мелографа — Свадба у Боки Которској          | Милорад Узелац                    | Драгослав Антонијевић Марко Дабовић                        | 0:21  | не     |    |
| 1974    | Провод                                             | Александар Мандић                 | Милица Минт                                                | 0:47  | не     |    |
| 1974    | Просек                                             | Дејан Мијач                       | Владимир Рускуц                                            | 0:59  | не     |    |
| 1974    | Нушић на филму                                     | Соја Јовановић                    | Милош Николић                                              |       | не     |    |
| 1974    | Потомак                                            | Горан Паскаљевић                  | Горан Паскаљевић                                           | 0:29  | не     |    |
| 1974    | Породични оркестар                                 | Мира Траиловић                    |                                                            | 1:18  | да     |    |
| 1974    | Погледај ме, невернице                             | Срђан Карановић                   | Мирослав Јосић Вишњић Срђан Карановић                      | 0:39  | да     |    |
| 1974    | Пишем, пишем стихове                               | Арсеније Јовановић                | Драгослав Андрић                                           | 0:41  | не     |    |
| 1974    | Петао није запевао                                 | Бранко Плеша                      | Иван Дончевић Милан Јелић                                  | 1:01  | не     |    |
| 1974    | Оглас                                              | Бранко Плеша                      | Данка Николић                                              | 0:59  | не     |    |
| 1974    | Одлазак Дамјана Радовановића                       | Димитрије Јовановић               | Миладин Шеварлић                                           | 1:03  | не     |    |
| 1974    | Обешењак                                           | Боро Драшковић                    | Брендан Бијен                                              | 1:05  | не     |    |
| 1974    | Недеље са Ањом                                     | Владан Слијепчевић                | Радмило Пеић                                               | 0:59  | не     |    |
| 1974    | Наши очеви                                         | Василије Поповић                  | Војислав Јовановић Марамбо                                 | 0:47  | не     |    |
| 1974    | Мистер Долар                                       | Сава Мрмак                        |                                                            | 1:51  | не     |    |
| 1974    | Легенда о Карасу                                   | Јован Коњовић                     | Станко Томашић                                             | ?     | не     |    |
| 1974    | Лажа и Паралажа                                    | Сава Мрмак                        |                                                            | ?     | да     |    |
| 1974    | Коперник                                           | Славољуб Стефановић Раваси        |                                                            | ?     | не     |    |
| 1974    | Клитемнестра                                       | Арсеније Јовановић                | Маријан Матковић                                           | 0:37  | не     |    |
| 1974    | Једног лепог, лепог дана                           | Паоло Мађели                      | Паоло Мађели                                               | 0:51  | не     |    |
| 1974    | Флоријановић                                       | Вук Бабић                         | Вук Бабић                                                  | 1:00  | не     |    |
| 1974    | Драга тетка                                        | Владимир Момчиловић               | Гордан Михић                                               | 0:35  | да     |    |
| 1974    | Девојка бржа од коња                               | Јован Коњовић                     | Јован Коњовић Никола Трајковић                             | 0:58  | не     |    |
| 1974    | Црна листа                                         | Сава Мрмак                        |                                                            | 1:00  | не     |    |
| 1974    | Буковица и Равни Котари — 1. део                   | Милан Ковачевић                   | Милан Ковачевић                                            | 0:29  | да     |    |
| 1974    | Буковица и Равни Котари — 2. део                   | Милан Ковачевић                   | Милан Ковачевић                                            | 0:36  | да     |    |
| 1974    | Буковица и Равни Котари — 3. део                   | Милан Ковачевић                   | Милан Ковачевић                                            | 0:32  | да     |    |
| 1974    | Брак, свеска друга                                 | Славољуб Стефановић Раваси        |                                                            | 0:35  | не     |    |
| 1974    | Генерали или сродство по оружју                    | Љубомир Драшкић                   | Борислав Пекић                                             | 0:54  | не     |    |
| 1974    | Тркач                                              | Владимир Момчиловић               | Гордан Михић                                               | 0:35  | ?      |    |
| 1974    | Јастук                                             | Владимир Момчиловић               | Гордан Михић                                               | ?     | да     |    |
| 1974    | Поштење                                            | Владимир Момчиловић               | Гордан Михић                                               | ?     | да     |    |
| 1974    | Њурци                                              | Владимир Момчиловић               | Гордан Михић                                               | ?     | да     |    |
| 1974    | Брак, свеска прва                                  | Божидар Матковић                  |                                                            | ?     | ?      |    |
| 1974    | Власт                                              | Небојша Комадина                  |                                                            | 0:40  | не     |    |
| 1974    | Каспар                                             | Владимир Герић                    | Петер Хандке                                               | 1:10  | да     |    |
| 1974    | Дрвени сандук Томаса Вулфа                         | Бранко Иванда                     | Данило Киш                                                 | 0:56  | не     |    |
| 1974    | Реч по реч                                         | Александар Мандић                 | Дејан Ђурковић                                             | 0:50  | не     |    |
| 1974    | Приче о псима                                      | Соја Јовановић                    | Јосип Кришковић                                            | 0:30  | да     |    |
| 1974    | Реквијем за тешкаша                                | Сава Мрмак                        | Род Серлинг                                                | 1:13  | не     |    |
| 1975.▲  |                                                    |                                   |                                                            |       |        |    |
| 1975    | Живе везе                                          | Антон Томашић                     | Антон Инголић                                              | 1:02  | не     |    |
| 1975    | Велебитске саонице или три швалера и једна девојка | Јован Коњовић                     | Јован Коњовић                                              | 0:59  | не     |    |
| 1975    | У Орфеуму код Бране                                | Радослав Дорић                    | Брана Цветковић Радослав Дорић                             | ?     | да     |    |
| 1975    | Трећи за преферанс                                 | Димитрије Јовановић               | Слободан Ћировић                                           | 1:10  | не     |    |
| 1975    | Тањир врућих чварака                               | Миленко Маричић                   | Радомир Суботић                                            | 0:58  | не     |    |
| 1975    | Сведоци оптужбе                                    | Дејан Караклајић                  | Роман Хлавац                                               | 1:19  | не     |    |
| 1975    | Сунце те чува                                      | Слободан Шијан                    | Васко Попа Радомир Путник                                  | 0:29  | да     |    |
| 1975    | Суђење                                             | Сава Мрмак                        | Сава Мрмак                                                 | 1:09  | не     |    |
| 1975    | Соба са пет зидова                                 | Славољуб Стефановић Раваси        | Миленко Вучетић                                            | 1:09  | не     |    |
| 1975    | Синови                                             | Славољуб Стефановић Раваси        | Мирко Ковач                                                | 0:53  | не     |    |
| 1975    | Проклетиња                                         | Бранко Плеша                      | Бранко Плеша                                               | 0:57  | не     |    |
| 1975    | Пријатељи                                          | Гордан Михић                      | Гордан Михић                                               | 0:42  | не     |    |
| 1975    | Повратак лопова                                    | Соја Јовановић                    | Душан Ковачевић                                            | 0:49  | не     |    |
| 1975    | Нора                                               | Мира Траиловић                    | Мира Траиловић                                             | 1:23  | не     |    |
| 1975    | Награда године                                     | Владимир Андрић                   | Слободан Шнајдер                                           | 1:05  | не     |    |
| 1975    | Љубичице                                           | Миленко Маричић                   | Бранислав Димитријевић                                     | 1:10  | не     |    |
| 1975    | Лепеза леди Виндемир                               | Сава Мрмак                        |                                                            | 1:30  | не     |    |
| 1975    | Крај недеље                                        | Славољуб Стефановић Раваси        | Ференц Деак                                                | 1:00  | не     |    |
| 1975    | Игњатовић против Гебелса                           | Драгослав Лазић                   | Душан Савковић                                             | 0:45  | не     |    |
| 1975    | Голгота                                            | Василије Поповић                  | Миловој Ст. Предић                                         | ?     | да     |    |
| 1975    | Фарма                                              | Александар Мандић                 |                                                            | 1:00  | да     |    |
| 1975    | Доље с оружјем                                     | Марио Фанели                      | Марио Фанели                                               | 0:58  | не     |    |
| 1975    | Црни петак                                         | Здравко Шотра                     | Александар Поповић                                         | 0:59  | не     |    |
| 1975    | Бориско и Наталија                                 | Владимир Момчиловић               | Милан Јелић                                                | 0:37  | не     |    |
| 1975    | Андра и Љубица                                     | Соја Јовановић                    | Милан Шећеровић                                            | 1:18  | не     |    |
| 1975    | Андерсонвил — Логор смрти                          | Сава Мрмак                        |                                                            | 1:39  | не     |    |
| 1975    | Легенде и баладе — Мехмед Паша Соколовић           | Мило Ђукановић                    | Гојко Ђого                                                 | 0:55  | не     |    |
| 1975    | Даринка из Рајковца                                | Мирослав Беловић                  | Стеван Пешић                                               | 0:37  | да     |    |
| 1975    | Момчине                                            | Александар Ђорђевић               | Новак Новак                                                | ?     | да     |    |
| 1976.▲  |                                                    |                                   |                                                            |       |        |    |
| 1976    | Вуци и овце                                        | Александар Мандић                 |                                                            | 2:04  | не     |    |
| 1976    | Влајкова тајна                                     | Едуард Галић                      | Мирко Ковач                                                | 1:03  | не     |    |
| 1976    | Укрштене речи                                      | Љубомир Драшкић                   | Александар Тишма                                           | 0:33  | да     |    |
| 1976    | У бањи једног дана                                 | Никола Рајић                      | Никола Рајић                                               | 1:34  | не     |    |
| 1976    | Танкосић и Павловић                                | Александар Мандић                 | Миленко Вучетић                                            | 0:41  | не     |    |
| 1976    | Све што је било лепо                               | Слободан Шијан                    | Гордан Михић                                               | 0:59  | не     |    |
| 1976    | Спиритисти                                         | Бранко Плеша                      | Мирко Ковач                                                | 1:00  | не     |    |
| 1976    | Сестре                                             | Александар Ђорђевић               | Милан Митић                                                | 0:56  | да     |    |
| 1976    | Процес Ђордану Бруну                               | Марио Фанели                      | Марио Фанели                                               | 1:07  | не     |    |
| 1976    | Последње наздравље                                 | Едуард Галић                      | Мирко Ковач                                                | 1:05  | не     |    |
| 1976    | Посета старе даме                                  | Мира Траиловић                    |                                                            | 1:28  | не     |    |
| 1976    | Похвала свету                                      | Слободан Шијан                    | Бранко Миљковић                                            | 0:30  | да     |    |
| 1976    | Песме на великој реци                              | Петар Теслић                      | Срђан Барић                                                | 0:30  | да     |    |
| 1976    | Озрачени                                           | Жерар Пото                        | Жерар Пото                                                 | 1:20  | не     |    |
| 1976    | Од пет до седам                                    | Милош Радивојевић                 | Александар Тишма                                           | 0:56  | не     |    |
| 1976    | Мурталов случај                                    | Едуард Галић                      | Боро Драшковић                                             | 0:43  | не     |    |
| 1976    | Метак у леђа                                       | Сава Мрмак                        | Синиша Павић                                               | 1:12  | да     |    |
| 1976    | Марија                                             | Ђорђе Кадијевић                   | Боро Драшковић                                             | 0:54  | да     |    |
| 1976    | Кухиња                                             | Боро Драшковић                    | Боро Драшковић Александар Саша Петровић Александар Поповић | 1:03  | не     |    |
| 1976    | Коштана                                            | Славољуб Стефановић Раваси        | Борисав Станковић Славољуб Стефановић Раваси               | 1:27  | не     |    |
| 1976    | Кога чекаш куме                                    | Дејан Караклајић                  | Ева Рас                                                    | 1:03  | да     |    |
| 1976    | Јовча                                              | Драгослав Лазић                   | Драгослав Лазић Борисав Станковић                          | 1:07  | не     |    |
| 1976    | Извињавамо се, много се извињавамо                 | Соја Јовановић                    | Милан Николић                                              | 1:06  | не     |    |
| 1976    | Изгубљена срећа                                    | Србољуб Станковић                 | Александар Поповић                                         | 0:59  | не     |    |
| 1976    | Иди тамо где те не познају                         | Драгослав Лазић                   | Звонимир Мајдак                                            | 0:52  | не     |    |
| 1976    | Грешно дете                                        | Бранко Плеша                      | Мирко Ковач                                                | 0:59  | не     |    |
| 1976    | Фронташ                                            | Бранко Плеша                      | Мирко Ковач                                                | 1:00  | не     |    |
| 1976    | Џангризало                                         | Здравко Шотра                     | Здравко Шотра Светозар Влајковић                           | 0:57  | не     |    |
| 1976    | Диспут у ноћи                                      | Миленко Маричић                   | Предраг Голубовић                                          | 0:54  | не     |    |
| 1976    | Деца расту ноћу                                    | Славољуб Стефановић Раваси        | Миленко Вучетић                                            | 0:59  | не     |    |
| 1976    | Човек који је бомбардовао Београд                  | Сава Мрмак                        | Синиша Павић                                               | 1:09  | не     |    |
| 1976    | Беседе проте Матеје Ненадовића                     | Александар Мандић                 | Бранивој Ђорђевић                                          | 1:06  | да     |    |
| 1976    | Београдска деца                                    | Ђорђе Кадијевић                   | Боро Драшковић                                             | 0:52  | не     |    |
| 1976    | Аранђелов удес                                     | Ђорђе Кадијевић                   | Боро Драшковић                                             | 0:55  | не     |    |
| 1976    | Невидљиви човек                                    | Радивоје Лола Ђукић               | Радивоје Лола Ђукић                                        | 0:59  | не     |    |
| 1976    | Звездана прашина                                   | Јован Коњовић                     | Душан Ковачевић                                            | 0:59  | не     |    |
| 1976    | Ноћна скела                                        | Едуард Галић                      | Звонимир Мајдак                                            | 0:52  | не     |    |
| 1976    | Хамлет на Сави                                     | Ратко Илић                        | Ратко Илић                                                 | 0:50  | не     |    |
| 1976    | Лепше од снова                                     | Дејан Ћорковић                    | Синиша Павић                                               | ?     | да     |    |
| 1977.▲  |                                                    |                                   |                                                            |       |        |    |
| 1977    | Зовем се Ели                                       | Бахрудин Бато Ченгић              | Филип Давид                                                | 0:50  | да     |    |
| 1977    | Васа Железнова                                     | Дејан Мијач                       |                                                            | 1:57  | не     |    |
| 1977    | Шта се догодило са Филипом Прерадовићем            | Слободан Шијан                    | Маринко Ивков                                              | 0:45  | не     |    |
| 1977    | Рањени орао                                        | Соја Јовановић                    | Мир Јам Борислав Михајловић Михиз                          | 1:22  | не     |    |
| 1977    | Под истрагом                                       | Љубомир Драшкић                   | Мирко Ковач                                                | 0:53  | не     |    |
| 1977    | Поданици древног култа                             | Здравко Велимировић               | Здравко Велимировић                                        | 0:25  | да     |    |
| 1977    | Операција                                          | Сава Мрмак                        | Миодраг Илић                                               | 1:10  | да     |    |
| 1977    | Мизантроп                                          | Сава Мрмак                        |                                                            | 1:28  | не     |    |
| 1977    | Марија Магдалена                                   | Мира Траиловић                    | Мира Траиловић                                             | 1:27  | не     |    |
| 1977    | Кућна терапија                                     | Славољуб Стефановић Раваси        | Ференц Деак                                                | 1:20  | не     |    |
| 1977    | Како упокојити вампира                             | Славољуб Стефановић Раваси        | Борислав Пекић                                             | 1:06  | не     |    |
| 1977    | Један дан                                          | Бранко Плеша                      | Весна Јанковић                                             | 0:51  | не     |    |
| 1977    | Инфериорност                                       | Паоло Мађели                      | Итало Звево                                                | 0:43  | да     |    |
| 1977    | Анчика Думас                                       | Дејан Мијач                       | Александар Поповић                                         | 0:58  | да     |    |
| 1977    | 67. састанак Скупштине Кнежевине Србије            | Арсеније Јовановић                | Арсеније Јовановић                                         | 0:57  | не     |    |
| 1977    | Опекотине                                          | Каменко Калуђерчић                | Миленко Вучетић                                            | 0:34  | да     |    |
| 1977    | Хроничан живот                                     | Владимир Андрић                   | Владимир Андрић                                            | 0:34  | да     |    |
| 1977    | Ана воли Милована                                  | Драгослав Лазић                   | Милан Шећеровић                                            | 0:32  | да     |    |
| 1977    | Најдража деца драгих родитеља                      | Милан Јелић                       | Милан Јелић                                                | 0:31  | да     |    |
| 1977    | Под старост                                        | Никола Лоренцин                   | Новак Новак                                                | 0:26  | да     |    |
| 1977    | Топовска завршница                                 | Србољуб Станковић                 | Александар Поповић                                         | 0:25  | да     |    |
| 1977    | Без тебе ми нема живота                            | Каменко Калуђерчић                | Александар Обреновић                                       | ?     | да     |    |
| 1977    | Мала ноћна музика                                  | Владимир Момчиловић               | Гордан Михић                                               | 0:29  | да     |    |
| 1977    | Песме простора                                     |                                   |                                                            | 0:30  | не     |    |
| 1978.▲  |                                                    |                                   |                                                            |       |        |    |
| 1978    | Вучари Доње и Горње Полаче                         | Здравко Шотра                     | Јован Радуловић                                            | 1:25  | да     |    |
| 1978    | Сва чуда света                                     | Гордан Михић                      | Гордан Михић                                               | 1:00  | да     |    |
| 1978    | Шпански захтев                                     | Славољуб Стефановић Раваси        | Марио Роси                                                 | 1:48  | да     |    |
| 1978    | Случај у трамвају                                  | Сава Мрмак                        | Миодраг Ђурђевић                                           | 0:52  | да     |    |
| 1978    | Сироче                                             | Здравко Шотра                     | Слободан Стојановић                                        | 1:00  | да     |    |
| 1978    | Пучина                                             | Дејан Мијач                       |                                                            | 1:42  | да     |    |
| 1978    | Пуцањ у шљивику преко реке                         | Здравко Шотра                     | Новица Савић                                               | 1:01  | да     |    |
| 1978    | Портрет композитора Дарка Краљића                  | Дејан Ћорковић                    | Момо Капор                                                 | 0:45  | да     |    |
| 1978    | Отац или самоћа                                    | Карољ Вицек                       | Мирко Ковач                                                | 0:56  | не     |    |
| 1978    | Најлепша соба                                      | Слободан Шијан                    | Звонимир Костић                                            | 0:50  | не     |    |
| 1978    | Мисао                                              | Љубомир Драшкић                   | Љубомир Драшкић                                            | 1:19  | да     |    |
| 1978    | Маска                                              | Мира Траиловић                    | Јован Ћирилов                                              | 1:08  | не     |    |
| 1978    | Мала моја из Босанске Крупе                        | Мирослав Јокић                    |                                                            | 0:31  | да     |    |
| 1978    | Љубав у једанаестој                                | Бахрудин Бато Ченгић              | Бора Ћосић                                                 | 0:55  | да     |    |
| 1978    | Госпођа министарка                                 | Дејан Мијач                       | Дејан Мијач                                                | 1:47  | да     |    |
| 1978    | Молијер                                            | Арсеније Јовановић                | Зоран Жујовић                                              | 1:28  | да     |    |
| 1978    | Ноћ од паучине                                     | Милош Радивојевић                 | Мирко Ковач                                                | 0:55  | да     |    |
| 1978    | Отписани                                           | Александар Ђорђевић               | Драган Марковић                                            | 0:30  | да     |    |
| 1978    | Образ уз образ: Новогодишњи специјал               | Здравко Шотра                     | Синиша Павић Здравко Шотра                                 | 0:55  | да     |    |
| 1978    | Најлепше године                                    | Сава Мрмак                        |                                                            | 1:05  | да     |    |
| 1979.▲  |                                                    |                                   |                                                            |       |        |    |
| 1979    | Златан ланчић                                      | Александар Мандић                 | Миленко Вучетић                                            | 0:31  | да     |    |
| 1979    | Зарудела зора на Морави                            | Јован Ристић                      | Света Лукић                                                | 0:30  | да     |    |
| 1979    | Вечера за Милицу                                   | Миленко Маричић                   |                                                            | 1:27  | да     |    |
| 1979    | Ујед                                               | Бахрудин Бато Ченгић              | Милица Новковић                                            | 1:01  | не     |    |
| 1979    | Ти међутим стојиш на великој реци                  | Александар Фотез                  | Милош Црњански                                             | 0:45  | да     |    |
| 1979    | Сумњиво лице                                       | Александар Огњановић              |                                                            | 1:33  | да     |    |
| 1979    | Слушај ти блесане мој                              | Арсеније Јовановић                | Мирослав Антић                                             | 0:26  | да     |    |
| 1979    | Шестица, горе лево                                 | Александар Мандић                 | Александар Мандић Миленко Вучетић                          | 0:23  | да     |    |
| 1979    | Секула и његове жене                               | Јован Јанићијевић Бурдуш          | Јован Јанићијевић Бурдуш                                   | 1:03  | не     |    |
| 1979    | Прва српска железница                              | Арсеније Јовановић                | Арсеније Јовановић                                         | 1:11  | да     |    |
| 1979    | Песма Цуји                                         | Арсеније Јовановић                | Скендер Куленовић                                          | 0:19  | да     |    |
| 1979    | Мостарске кише                                     | Здравко Шотра                     | Перо Зубац                                                 | 0:24  | да     |    |
| 1979    | Моћ говора                                         | Зоран Амар                        | Бранислав Брана Петровић                                   | 0:28  | да     |    |
| 1979    | Лазар Гавриловић воденичар                         | Арсеније Јовановић                | Бранко В. Радичевић                                        | 0:25  | да     |    |
| 1979    | Ланци                                              | Стево Жигон                       | Милутин Бојић Стево Жигон                                  | 1:08  | не     |    |
| 1979    | Кост од мамута                                     | Слободан Шијан                    | Гордан Михић                                               | 1:00  | да     |    |
| 1979    | Јутро, подне, вече                                 | Јасмина Тешановић Радослав Владић | Давид Албахари                                             | 0:28  | да     |    |
| 1979    | Јутарњи диск џокеј                                 | Србољуб Божиновић                 | Видосав Стевановић                                         | ?     | ?      |    |
| 1979    | Градилиште                                         | Слободан Шијан                    | Новица Савић                                               | 0:49  | да     |    |
| 1979    | Господин Димковић                                  | Сава Мрмак                        | Миленко Вучетић                                            | 1:13  | да     |    |
| 1979    | Герсла                                             | Никола Рајић                      | Драгана Јовановић Абрамовић                                | 0:50  | да     |    |
| 1979    | Бежаћемо чак у Лику                                | Мирослав Јокић                    | Мирослав Јокић                                             | 0:31  | да     |    |
| 1979    | Беседе                                             | Бранислав Кичић                   | Душан Симић                                                | 1:06  | да     |    |
| 1979    | Земљотрес на Црногорском приморју                  | Драган Лутовац                    | Драган Лутовац                                             | 0:45  | да     |    |
| 1979    | То сам ја: Драгиша Витошевић                       | Милан Кнежевић                    | Драган Бабић                                               | 0:30  | да     |    |
| 1979    | Јоаким                                             | Арса Милошевић                    | Добривоје Илић                                             | 1:24  | да     |    |
| 1979    | Какав дан                                          | Соја Јовановић                    | Мирјана Стефановић                                         | 1:00  | да     |    |

| 1981 ▼ | 1982 ▼ | 1983 ▼ | 1984 ▼ | 1985 ▼ | 1986 ▼ | 1987 ▼ | 1988 ▼ | 1989 ▼ \| ▲ \| |

|         | Назив                                               | Редитељ                              | Сценариста                                  | Тр.  | У боји |
| ------- | --------------------------------------------------- | ------------------------------------ | ------------------------------------------- | ---- | ------ |
| 1980-е▲ |                                                     |                                      |                                             |      |        |
| 1980    | Животопис                                           | Милан Лугомирски                     | Добрица Ерић                                | 0:20 | да     |
| 1980    | Телеграм                                            | Драгослав Лазић                      | Драгослав Лазић Данило Николић              | 0:24 | да     |
| 1980    | Теби моја Долорес                                   | Арса Милошевић                       | Саша Божовић Дарко Силовић                  | 0:42 | да     |
| 1980    | Швабица                                             | Рајнер Волфхарт                      | Мило Дор                                    | 1:37 | да     |
| 1980    | Сунце                                               | Арса Милошевић                       | Мома Димић                                  | 0:28 | да     |
| 1980    | Пет жена, а из наше куће                            | Миљенко Дерета                       | Зоран Петровић                              | 0:28 | да     |
| 1980    | Песме о јелу и пићу                                 | Арсеније Јовановић                   | Љубомир Симовић                             | 0:23 | да     |
| 1980    | Нешто из живота                                     | Драгослав Лазић                      | Данило Николић                              |      | да     |
| 1980    | Последња вожња                                      | Александар Мандић                    | Милош М. Радовић                            | 1:01 | да     |
| 1980    | Немам више времена                                  | Мирјана Самарџић                     | Десанка Максимовић                          | 0:27 | да     |
| 1980    | Крвава свадба на Брзави                             | Живко Николић                        | Драгомир Брајковић                          | 0:27 | да     |
| 1980    | Коштана                                             | Борислав Глигоровић                  | Борисав Станковић                           | 1:30 | да     |
| 1980    | Кочијашке баладе                                    | Мирослав Јокић                       | Миле Станковић                              | 0:29 | да     |
| 1980    | Као Београд цео                                     | Миљенко Дерета                       | Петар Пајић                                 | 0:24 | да     |
| 1980    | Кадињача                                            | Станко Црнобрња                      | Славко Вукосављевић                         | 0:28 | да     |
| 1980    | Ја, Тома Базаров, раскидам уговор                   | Миљенко Дерета                       | Зоран Петровић                              | 0:30 | да     |
| 1980    |                                                     | Слободан Радовић                     | Слободан Марковић                           | 0:28 | да     |
| 1980    | Интереси                                            | Димитрије Јовановић                  | Јованка Јоргаћевић                          | 0:44 | да     |
| 1980    | Друг Ђаво                                           | Сава Трифковић                       | Предраг Чудић                               | 0:26 | да     |
| 1980    | Драги мој Миловане Данојлићу                        | Александар Мандић                    | Милован Мића Данојлић                       | 0:27 | да     |
| 1980    | Бисери од песама                                    | Јован Коњовић                        | Јован Коњовић                               | 0:36 | да     |
| 1980    | Београдска разгледница 1920                         | Славољуб Стефановић Раваси           | Бранимир Ћосић                              | 1:43 | да     |
| 1980    | А над Банатом страшила                              | Миљенко Дерета                       | Зоран Петровић                              | 0:30 | да     |
| 1980    | Ал се код бунара лепо оговара                       | Миљенко Дерета                       | Зоран Петровић                              | 0:31 | да     |
| 1980    | Паорске баладе                                      | Иван Ракиџић                         | Богдан Чиплић                               | 0:29 | да     |
| 1980    | Караван — Злетово                                   | Милан Ковачевић                      | Милан Ковачевић                             | 0:30 | да     |
| 1980    | Одбрана Пере Тодоровића                             | Арса Милошевић                       | Иван Бекјарев                               | 0:45 | да     |
| 1980    | Само за двоје                                       | Дејан Ћорковић                       | Синиша Павић                                | 0:55 | да     |
| 1981.▲  |                                                     |                                      |                                             |      |        |
| 1981    | Зид смрти                                           | Слободан Голубовић Леман             | Деана Лесковар                              | ?    | ?      |
| 1981    | Зашто Банат пече ракију од леба                     | Миљенко Дерета                       | Зоран Петровић                              | 0:30 | да     |
| 1981    | Вреле капи                                          | Миливоје Мишко Милојевић             | Драгана Крсенковић                          | ?    | да     |
| 1981    | Усељење                                             | Петар Зец                            | Предраг Чудић                               | 0:51 | да     |
| 1981    | У агонији                                           | Арса Милошевић                       |                                             | 2:03 | да     |
| 1981    | Туга                                                | Бранислав Свилокос                   | Михаило Илић Бранислав Свилокос             | 0:28 | да     |
| 1981    | Свињски отац                                        | Златко Свибен                        | Александар Поповић                          | 1:30 | да     |
| 1981    | Стари Београд                                       | Слободан Радовић                     | Радослав Павловић                           | ?    | да     |
| 1981    | Смрт пуковника Кузмановића                          | Миленко Маричић                      | Миладин Шеварлић                            | 1:07 | да     |
| 1981    | Слике и прилике                                     | Славољуб Стефановић Раваси           | Стеван Раичковић                            | 0:24 | да     |
| 1981    | Сестре                                              | Владимир Алексић                     | Снежана Гнидић                              | 1:13 | да     |
| 1981    | Седам минус седам                                   | Бранко Митић                         | Ђорђе Фишер                                 | 1:00 | да     |
| 1981    | Сав немир света                                     | Мило Ђукановић                       | Миодраг Богић                               | 0:29 | да     |
| 1981    | Радни дан                                           | Мирослав Јокић                       | Мирјана Стефановић                          | 0:25 | да     |
| 1981    | О Соколу коњу да вам кажем                          | Миљенко Дерета                       | Зоран Петровић                              | 0:29 | да     |
| 1981    | Оно моје поноћно сунце                              | Мирослав Јокић                       | Слободан Ракитић                            | 0:29 | да     |
| 1981    | На рубу памети                                      | Славољуб Стефановић Раваси           | Вера Црвенчанин                             | 2:05 | да     |
| 1981    | Ламент над Београдом                                | Андрија Ђукић                        | Милош Црњански                              | 0:25 | да     |
| 1981    | Кућа и гост                                         | Милан Лугомирски                     | Александар Вукадиновић                      | 0:20 | да     |
| 1981    | Кир Јања                                            | Дејан Мијач                          | Дејан Мијач                                 | 1:10 | да     |
| 1981    | Између мене и мог ћутања                            | Гордана Бошков                       | Тања Крагујевић                             | 0:28 | да     |
| 1981    | Историја брачног лома у три тома                    | Бранислав Кичић                      | Новак Новак                                 | 0:50 | да     |
| 1981    | И нама је само један дуд преост'о                   | Миљенко Дерета                       | Зоран Петровић                              | 0:26 | да     |
| 1981    | Градски живот                                       | Милан Лугомирски                     | Симон Симоновић                             | 0:18 | да     |
| 1981    | Фреде, лаку ноћ                                     | Никола Јефтић                        | Драгослав Михаиловић                        | 1:01 | да     |
| 1981    | Дунаво                                              | Србољуб Божиновић                    | Брана Црнчевић                              | 0:26 | да     |
| 1981    | Човек који је појео вука                            | Ђорђе Кадијевић                      | Миодраг Марјановић                          | 1:10 | да     |
| 1981    | Челичење Павла Плетикосе                            | Александар Ђорђевић                  | Јован Радуловић                             | ?    | да     |
| 1981    | Бунтовник                                           | Петар Теслић                         | Ранко Јововић                               | 0:24 | да     |
| 1981    | Бунари Радоша Модричанина                           | Предраг Антонијевић                  | Радомир Андрић                              | 0:26 | да     |
| 1981    | Била једном љубав једна                             | Слободан Радовић                     | Драган Алексић                              | 0:55 | да     |
| 1981    | 500 када                                            | Милан Јелић                          | Гордан Михић                                | 0:50 | да     |
| 1981    | Пролеће живота                                      | Бранка Богданов                      | Мирјана Стефановић                          | 0:55 | да     |
| 1981    | Писма немачком пријатељу                            | Нађа Јањетовић                       |                                             | 0:50 | да     |
| 1981    | Из живота једног наркомана                          | Ратко Илић                           | Ратко Илић                                  | 0:52 | да     |
| 1981    | Живо месо                                           | Ђорђе Кадијевић                      | Васко Попа                                  | 0:22 | да     |
| 1981    | Стражилово                                          | Андрија Ђукић                        |                                             | 0:26 | да     |
| 1981    | Тражим помиловање                                   | Мирјана Кесер                        | Десанка Максимовић                          | 0:28 | да     |
| 1981    | Записи о црном Владимиру                            | Никола Лоренцин                      | Стеван Раичковић                            | 0:30 | да     |
| 1981    | Почнимо живот из почетка                            | Дејан Ћорковић                       | Синиша Павић                                | 0:50 | да     |
| 1982.▲  |                                                     |                                      |                                             |      |        |
| 1982    | Венеријанска раја                                   | Миљенко Дерета                       | Слободан Павићевић                          | 0:28 | да     |
| 1982    | Три сестре                                          | Александар Ђорђевић                  |                                             | 2:49 | да     |
| 1982    | Стеница                                             | Петар Теслић                         | Владимир Мајаковски Мила Станојевић Бајфорд | ?    | да     |
| 1982    | Руски Уметнички експеримент                         | Бранимир Димитријевић Борис Миљковић |                                             | ?    | да     |
| 1982    | Случај Булдожер                                     | Драгослав Лазић                      | Гордан Михић                                | 0:30 | да     |
| 1982    | Сабињанке                                           | Бранко Плеша                         | Растко Петровић Бранко Плеша                | 1:29 | не     |
| 1982    | Повратак шансони                                    | Станко Црнобрња                      | Момо Капор                                  | 0:50 | да     |
| 1982    | Паштровски витез                                    | Арса Милошевић                       | Стефан Митров Љубиша Арса Милошевић         | 0:52 | да     |
| 1982    | Микеланђело                                         | Станко Црнобрња                      | Вера Благојевић                             | 1:14 | да     |
| 1982    | Лов на мишеве                                       | Зоран Танасковић                     | Зоран Танасковић                            | 0:31 | да     |
| 1982    | Лед                                                 | Славољуб Стефановић Раваси           | Радош Бајић                                 | 1:08 | да     |
| 1982    | Кројачи џинса                                       | Србољуб Божиновић                    | Стеван Копривица                            | 1:09 | да     |
| 1982    | Казивања                                            | Арса Милошевић                       | Кика Дамјановић                             | 0:44 | да     |
| 1982    | Канте или кесе                                      | Драгослав Лазић                      | Гордан Михић                                | 0:53 | не     |
| 1982    | Јелена Гавански                                     | Миленко Маричић                      | Александар Тишма                            | 0:58 | да     |
| 1982    | Двојник из Кнез Михаилове                           | Никола Лоренцин                      | Радослав Војводић                           | 0:30 | да     |
| 1982    | Драгољуб и Богдан                                   | Желимир Жилник                       | Желимир Жилник                              | 1:25 | да     |
| 1982    | Дивље месо                                          | Слободан Унковски                    | Горан Стефановски                           | 1:32 | да     |
| 1982    | Београд некад и сад                                 | Слободан Радовић                     | Матија Бећковић                             | ?    | да     |
| 1982    | Бандисти                                            | Милица Драгић                        | Илди Ивањи                                  | 0:45 | да     |
| 1982    | Маслина сам ноћас                                   | Тања Феро                            | Петар Гудељ                                 | 0:26 | да     |
| 1982    | Дон Жуан се враћа из рата                           | Арса Милошевић                       |                                             | 1:39 | да     |
| 1982    | Живот и прича                                       | Берислав Макаровић                   | Јара Рибникар                               | 1:18 | да     |
| 1982    | Ноћ на Горњаку                                      | Иван Ракиџић                         | Ђура Јакшић                                 | 0:27 | да     |
| 1982    | Дубровачки караван — Острво лава                    | Милан Ковачевић                      | Милан Ковачевић                             | 0:30 | да     |
| 1982    | Цео живот са хармоником                             | Милица Драгић                        | Бора Савић                                  | 1:00 | да     |
| 1982    | Ждрело                                              | Миљенко Дерета                       | Новица Тадић                                | 0:25 | да     |
| 1983.▲  |                                                     |                                      |                                             |      |        |
| 1983    | Тераса                                              | Дејан Мијач                          | Јован Христић Дејан Мијач                   | 1:04 | да     |
| 1983    | Сумрак                                              | Дејан Ћорковић                       | Исаак Бабел                                 | 1:21 | да     |
| 1983    | Развојни пут Боре Шнајдера                          | Дејан Мијач                          | Александар Поповић                          | 1:08 | да     |
| 1983    | Последње совуљаге и први петли                      | Здравко Шотра                        | Света Лукић                                 | 0:58 | да     |
| 1983    | Певања на виру                                      | Владан Слијепчевић                   | Миодраг Павловић                            | 0:26 | да     |
| 1983    | Младић, девојка, успомене                           | Владан Слијепчевић                   | Божидар Милидраговић                        | 0:24 | да     |
| 1983    | Марија, где си...?                                  | Александар Ђорђевић                  | Филип Давид                                 | 0:53 | да     |
| 1983    | Малограђани                                         | Паоло Мађели                         |                                             | 1:49 | да     |
| 1983    | Мајка Вукосава пише говор                           | Арса Милошевић                       | Звонимир Костић                             | 0:45 | да     |
| 1983    | Љубавно писмо                                       | Дејан Ћорковић                       | Мирослав Беловић Коста Трифковић            | 1:59 | да     |
| 1983    | Лицем у лице у Напуљу                               | Дејан Ћорковић                       | Ричард Фрелек                               | 1:12 | да     |
| 1983    | Кошуља са адресама                                  | Дејан Мијач                          | Славко Лебедински                           | 0:36 | да     |
| 1983    | Кореспонденција                                     | Сава Мрмак                           | Борислав Михајловић Михиз Борислав Пекић    | 1:26 | да     |
| 1983    | Карловачки доживљај 1889                            | Милош Радивојевић                    | Филип Давид                                 | 0:57 | да     |
| 1983    | Карађорђева смрт                                    | Ђорђе Кадијевић                      | Ђорђе Кадијевић                             | 1:31 | да     |
| 1983    | Хасанагиница                                        | Славољуб Стефановић Раваси           | Љубомир Симовић                             | 1:43 | да     |
| 1983    | Родослов                                            | Владимир Момчиловић                  | Звонимир Костић                             | 0:24 | да     |
| 1983    | Човек звани ваздух                                  | Миљенко Дерета Светолик Митић        | Светолик Митић                              | 0:50 | да     |
| 1983    | Увоз—извоз                                          | Слободан Радовић                     | Гордан Михић                                | 0:40 | да     |
| 1984.▲  |                                                     |                                      |                                             |      |        |
| 1984    | Звезде које не тамне — Ролингстонси                 | Мирослав Лекић                       | Мирослав Лекић                              | 0:45 | да     |
| 1984    | Зид                                                 | Здравко Шотра                        | Весна Јанковић                              | 0:49 | да     |
| 1984    | Убица                                               | Славољуб Стефановић Раваси           | Филип Давид                                 | 0:59 | да     |
| 1984    | Ријанон                                             | Слободан Д. Пешић                    | Слободан Д. Пешић                           | 0:48 | да     |
| 1984    | Проклета авлија                                     | Миленко Маричић                      | Миленко Маричић                             | 1:13 | да     |
| 1984    | Последња авантура                                   | Славољуб Стефановић Раваси           | Мирко Ковач                                 | 1:17 | да     |
| 1984    | Ој, Мораво                                          | Каменко Калуђерчић                   | Радош Бајић                                 | 0:50 | да     |
| 1984    | Несрећна Кафина                                     | Љубомир Драшкић                      | Војислав Костић                             | 0:45 | да     |
| 1984    | Боже мој! Напорна али слатка служба Адолфине Фроман | Славенко Салетовић                   | Младен Марков                               | 0:41 | да     |
| 1984    | Мај нејм из Митар                                   | Вида Огњеновић                       | Вида Огњеновић                              | 1:04 | да     |
| 1984    | Кревет                                              | Недељко Деспотовић                   | Биљана Максић                               | ?    | ?      |
| 1984    | Како се калио народ Горњег Јауковца                 | Предраг Антонијевић                  | Предраг Антонијевић                         | 0:45 | да     |
| 1984    | Игра о памћењу и умирању                            | Предраг Синђелић                     | Предраг Синђелић                            | 0:50 | да     |
| 1984    | Џогинг                                              | Здравко Шотра                        | Боро Ђоковић Весна Јанковић                 | 0:57 | да     |
| 1984    | Др                                                  | Александар Ђорђевић                  |                                             | 1:32 | да     |
| 1984    | Дивља патка                                         | Славољуб Стефановић Раваси           |                                             | 2:11 | да     |
| 1984    | Црвене марке са ликом Лењина                        | Александар Мандић                    | Александар Мандић                           | 0:34 | да     |
| 1984    | Чај у пет                                           | Димитрије Јовановић                  | Борислав Пекић                              | 0:59 | да     |
| 1984    | Андрић и Гоја                                       | Славенко Салетовић                   | Мухарем Первић                              | 1:10 | да     |
| 1985.▲  |                                                     |                                      |                                             |      |        |
| 1985    |                                                     | Здравко Шотра                        | Борислав Пекић                              | 0:53 | да     |
| 1985    | Узми па ће ти се дати                               | Зоран Танасковић                     | Милисав Миленковић Мирјана Павловић         | 0:55 | не     |
| 1985    | То није мој живот, то је само привремено            | Рајко Грлић                          | Рајко Грлић Дубравка Угрешић                | 0:52 | да     |
| 1985    | Томбола                                             | Драгослав Лазић                      | Владимир Марковић                           | 1:13 | да     |
| 1985    | Судбина уметника — Ђура Јакшић                      | Александар Ђорђевић                  | Миодраг Ђурђевић                            | 1:32 | да     |
| 1985    | Случај Лазе Костића                                 | Александар Ђорђевић                  | Миодраг Ђурђевић                            | 1:27 | да     |
| 1985    | Приче из бечке шуме                                 | Александар Ђорђевић                  |                                             | 1:12 | да     |
| 1985    | Повратак природи                                    | Владимир Перовић                     | Вида Томић                                  | 0:30 | да     |
| 1985    | Поетеса                                             | Арса Милошевић                       | Мира Ерцег                                  | 0:55 | да     |
| 1985    | Мушица                                              | Арса Милошевић                       |                                             | 1:24 | да     |
| 1985    | Лепотица из Амхерста                                | Станко Црнобрња                      | Влада Петрић                                | 1:15 | да     |
| 1985    | Крај викенда                                        | Александар Ђорђевић                  | Момо Капор                                  | 1:05 | да     |
| 1985    | Коштана                                             | Борислав Глигоровић Слободан Радовић | Борисав Станковић                           | 1:55 | да     |
| 1985    | Џек-пот                                             | Славољуб Стефановић Раваси           | Светозар Влајковић                          | 1:06 | да     |
| 1985    | Госпођица Јулија                                    | Миленко Маричић                      | Миленко Маричић                             | 1:09 | да     |
| 1985    | Двоструки удар                                      | Миомир Мики Стаменковић              | Живорад Михајловић Шиља                     | 1:32 | да     |
| 1985    | Црвена барака                                       | Александар Мандић                    | Миленко Вучетић                             | 1:22 | да     |
| 1985    | Наш учитељ четвртог разреда                         | Бранко Митић                         | Филип Давид                                 | 1:05 | да     |
| 1986.▲  |                                                     |                                      |                                             |      |        |
| 1986    | Житије Светог Саве                                  | Ратко Илић                           |                                             | 0:45 | да     |
| 1986    | Вртешка                                             | Божидар Матковић                     | Артур Сниклер                               | 1:37 | да     |
| 1986    | Врење                                               | Миљенко Дерета                       | Света Лукић                                 | 1:28 | да     |
| 1986    | Крсташки рат у Југовцу                              | Владимир Момчиловић                  | Иван Ивановић                               | 0:26 | да     |
| 1986    | Вештица                                             | Мирослав Живановић                   | Мирослав Живановић                          | 0:54 | да     |
| 1986    | Тајна Лазе Лазаревића                               | Александар Ђорђевић                  | Миодраг Ђурђевић                            | 1:04 | да     |
| 1986    | Свечана обавеза                                     | Божидар Бота Николић                 | Синиша Ковачевић                            | 1:13 | да     |
| 1986    | Сликари и вајари: Недељко Гвозденовић               | Гојко Шкарић                         | Никола Кусовац                              | 0:30 | да     |
| 1986    | Родољупци                                           | Дејан Мијач                          |                                             | 1:37 | да     |
| 1986    | Приче са краја ходника                              | Миљенко Дерета                       | Мирјана Лазић                               | 1:03 | да     |
| 1986    | Покондирена тиква                                   | Здравко Шотра                        | Радомир Путник                              | 1:22 | да     |
| 1986    | Отац и син                                          | Зоран Танасковић                     | Радослав Братић                             | 1:05 | да     |
| 1986    | Несташко                                            | Здравко Шотра                        | Гордан Михић                                | 0:24 | да     |
| 1986    | Неозбиљни Бранислав Нушић                           | Александар Ђорђевић                  | Миодраг Ђурђевић                            | 1:00 | да     |
| 1986    | Медвед 007                                          | Желимир Гвардиол                     | Желимир Гвардиол                            | 0:55 | да     |
| 1986    | Мајмун у трамвају                                   | Владимир Момчиловић                  | Фадил Хаџић Милан Јелић                     | 0:20 | да     |
| 1986    | Ловац против топа                                   | Сава Мрмак                           | Синиша Павић                                | 1:53 | да     |
| 1986    | Кружна путовања                                     | Владимир Момчиловић                  | Миленко Вучетић                             | 0:31 | да     |
| 1986    | Конац комедије                                      | Миљенко Дерета                       | Иво Андрић Предраг Синђелић                 | 0:24 | да     |
| 1986    | Београде, добро јутро                               | Желимир Жилник                       | Мирослав Мандић Желимир Жилник              | 0:58 | да     |
| 1986    | Добро вече џезери                                   | Владимир Алексић                     | Владимир Алексић Павле Минчић               | 0:45 | да     |
| 1987.▲  |                                                     |                                      |                                             |      |        |
| 1987    | Живот у гробљанској                                 | Славенко Салетовић                   | Небојша Ромчевић                            | 1:16 | да     |
| 1987    | Забрањено тући малу децу                            | Миљенко Дерета                       | Слободан Стојановић                         | ?    | да     |
| 1987    | Видим ти лађу на крају пута                         | Милош Радовић                        | Биљана Максић                               | 1:02 | да     |
| 1987    | Телефономанија                                      | Милутин Петровић                     | Милутин Петровић                            | 0:39 | да     |
| 1987    | Шумановић — комедија уметника                       | Бранимир Димитријевић Борис Миљковић | Бранко Вучићевић                            | 1:24 | да     |
| 1987    | Последња прича                                      | Милош Павловић                       | Давид Албахари Милош Павловић               | 1:29 | да     |
| 1987    | Погрешна процена                                    | Мирослав Алексић                     | Бојана Андрић                               | 1:05 | да     |
| 1987    | Под рушевинама                                      | Александар Мандић                    | Радомир Путник Душан Васиљев                | 1:25 | да     |
| 1987    | Младост уметника                                    | Петар Недељковић                     |                                             | 0:42 | да     |
| 1987    | Милан — Дар                                         | Здравко Шотра                        | Вељко Радовић                               | 1:20 | да     |
| 1987    | Место сусрета Београд                               | Славољуб Стефановић Раваси           | Милован Витезовић                           | 1:27 | не     |
| 1987    | Иванов                                              | Здравко Шотра                        | Здравко Шотра                               | 1:57 | да     |
| 1987    | Варијације за Пепељугу                              | Станко Црнобрња                      | Слободан Хабић                              | 1:00 | да     |
| 1987    | Бољи живот: Новогодишњи специјал                    | Андрија Ђукић Михаило Вукобратовић   | Синиша Павић                                | ?    | да     |
| 1988.▲  |                                                     |                                      |                                             |      |        |
| 1988    | Сентиментална прича                                 | Никола Ћурчин                        | Никола Ћурчин                               | 1:00 | да     |
| 1988    | Руди                                                | Славенко Салетовић                   | Слободан Шнајдер                            | 1:05 | да     |
| 1988    | Посебан осврт на срећу                              | Сунчица Јерговић                     | Сунчица Јерговић                            | 0:39 | да     |
| 1988    | Попајева прича по народној бајци                    | Станко Црнобрња                      |                                             | ?    | да     |
| 1988    | Норвешки шал                                        | Славољуб Стефановић Раваси           | Ђоко Стојичић                               | 0:36 | да     |
| 1988    | Како засмејати господара                            | Арса Милошевић                       | Вида Огњеновић                              | 1:52 | да     |
| 1988    | Бруклин — Гусиње                                    | Желимир Жилник                       | Желимир Жилник                              | 1:25 | да     |
| 1988    | Весници џеза: Арт Блаки, Бени Грин                  | Јован Ристић                         |                                             | 1:30 | да     |
| 1988    | Јазавац пред судом                                  | Арса Милошевић                       |                                             | 1:17 | да     |
| 1988    | Север и југ                                         | Андрија Ђукић                        | Радивоје Бојичић Синиша Павић               | 0:25 | да     |
| 1988    | Новогодишња прича                                   | Михаило Вукобратовић                 | Синиша Павић                                | 1:01 | да     |
| 1989.▲  |                                                     |                                      |                                             |      |        |
| 1989    | Свети Георгије убива аждаху                         | Љубомир Драшкић                      | Душан Ковачевић                             | 2:00 | не     |
| 1989    | Свет                                                | Дејан Ћорковић                       |                                             | 1:35 | да     |
| 1989    | Стремницка                                          | Миленко Маричић                      | Драган Алексић Драгана Алексић              | 1:09 | да     |
| 1989    | Силе у ваздуху                                      | Славенко Салетовић                   | Небојша Ромчевић                            | 1:25 | да     |
| 1989    | Пет хиљада метара са препрекама                     | Радослав Московлић                   | Радослав Московлић                          | 1:02 | да     |
| 1989    | Осми дан у недељи                                   | Божидар Бота Николић                 | Жељко Мијановић                             | 1:02 | да     |
| 1989    | Недељом од девет до пет                             | Александар Ђорђевић                  | Драгана Бошковић                            | 0:48 | да     |
| 1989    | Мистер Долар                                        | Слободан Радовић                     |                                             | 2:03 | да     |
| 1989    | Госпођа министарка                                  | Здравко Шотра                        |                                             | 2:07 | да     |
| 1989    | Чудо у Шаргану                                      | Мира Траиловић                       | Љубомир Симовић                             | 1:48 | да     |
| 1989    | Апстиненти                                          | Драган Веселиновић                   | Иван М. Лалић                               | 1:07 | да     |
| 1989    | Плави, плави!                                       | Арса Милошевић                       | Горан Митровић                              | ?    | да     |

| 1991 ▼ | 1992 ▼ | 1993 ▼ | 1994 ▼ | 1995 ▼ | 1996 ▼ | 1997 ▼ | 1998 ▼ | 1999 ▼ \| ▲ \| |

|         | Назив                                                    | Редитељ                        | Сценариста                            | Тр.  | У боји |
| ------- | -------------------------------------------------------- | ------------------------------ | ------------------------------------- | ---- | ------ |
| 1990-е▲ |                                                          |                                |                                       |      |        |
| 1990    | Сумњиво лице                                             | Арса Милошевић                 |                                       | 1:34 | да     |
| 1990    | Солунци говоре                                           | Слободан Радовић               | Антоније Ђурић                        | 1:27 | да     |
| 1990    | Покварењак                                               | Арса Милошевић                 | Слободан Ж. Јовановић                 | 0:40 | да     |
| 1990    | Покојник                                                 | Александар Мандић              |                                       | 1:45 | да     |
| 1990    | Под жрвњем                                               | Дејан Ћорковић                 | Ђорђе Лебовић Драгослав Ненадић       | 1:10 | да     |
| 1990    | Ожалошћена породица                                      | Милан Караџић                  |                                       | 1:37 | да     |
| 1990    | Ноћни играчи                                             | Мирослав Живановић             | Младен Матићевић Мирослав Живановић   | ?    | да     |
| 1990    | Љубав је хлеб са девет кора                              | Станко Црнобрња                | Милан Шећеровић                       | ?    | да     |
| 1990    | Народни посланик                                         | Славенко Салетовић             |                                       | 1:18 | да     |
| 1990    | Колубарска битка                                         | Јован Ристић                   | Добрица Ћосић                         | 2:06 | да     |
| 1990    | Гле, Срби                                                | Петар Теслић                   | Јелица Зупанц                         | 0:50 | да     |
| 1990    | Дуги живот брачног пара Кос                              | Јанко Баљак                    | Иван М. Лалић                         | 0:57 | да     |
| 1990    | Ваљевска болница                                         | Дејан Мијач                    | Добрица Ћосић                         | 1:55 | не     |
| 1990    | Разговор на оном свету између Макијавелија и Монтескејеа | Дејан Ћорковић                 | Олга Савић                            | 0:47 | да     |
| 1991.▲  |                                                          |                                |                                       |      |        |
| 1991    | Вера Хофманова                                           | Славољуб Стефановић Раваси     | Синиша Ковачевић                      | 0:50 | да     |
| 1991    | Туце свилених чарапа                                     | Слободан Шуљагић               | Стево Жигон                           | 1:38 | да     |
| 1991    | Смрт госпође Министарке                                  | Сава Мрмак                     | Душан Савковић                        | 1:42 | да     |
| 1991    | Преље                                                    | Слободан Радовић               | Светлана Ђурић Слободан Радовић       | 0:30 | да     |
| 1991    | Мала шала                                                | Александар Ђорђевић            | Синиша Ковачевић                      | 0:58 | да     |
| 1991    | Кућа за рушење                                           | Зоран Танасковић               | Мирјана Лазић                         | 1:04 | да     |
| 1991    | Контрабас                                                | Владимир Момчиловић            |                                       | 1:25 | да     |
| 1991    | Конак                                                    | Дејан Ћорковић                 | Милош Црњански                        | 2:00 | да     |
| 1991    | Глинени голубови                                         | Александар Ђорђевић            | Радомир Путник                        | 0:57 | да     |
| 1991    | Глава шећера                                             | Дејан Ћорковић                 | Милован Глишић Јован Радуловић        | 1:02 | да     |
| 1991    | Брод плови за Шангај                                     | Милош Радовић                  | Мир Јам Биљана Максић                 | 1:28 | да     |
| 1991    | Боје слепила                                             | Божидар Бота Николић           | Ференц Деак                           | 0:53 | да     |
| 1991    | Апис                                                     | Дејан Мијач                    | Миодраг Илић                          | 1:52 | да     |
| 1991    | Оружје збогом                                            | Бранислав Кичић                | Стеван Копривица                      | 1:28 | да     |
| 1991    | Сува планина 1                                           | Радослав Московлић             | Марјан Никетић                        | 0:30 | да     |
| 1991    | Сува планина 2                                           | Радослав Московлић             | Војислав Васић                        | 0:30 | да     |
| 1991    | Холивуд или пропаст                                      | Станко Црнобрња                | Милан Шећеровић                       | 0:55 | да     |
| 1991    | Образ уз образ: Новогодишњи специјал                     | Здравко Шотра Слободан Шуљагић | Синиша Павић                          | 0:50 | да     |
| 1992.▲  |                                                          |                                |                                       |      |        |
| 1992    | Злостављање                                              | Петар Зец                      | Иво Андрић Петар Зец                  | 0:59 | да     |
| 1992    | Житије Светог Симеона                                    | Дејан Ћорковић                 | Урош Гловачки Растко Немањић          | 0:52 | да     |
| 1992    | Загреб - Београд преко Сарајева                          | Милош Радовић                  | Јелица Зупанц                         | 0:57 | да     |
| 1992    | Први пут с оцем на јутрење                               | Дејан Ћорковић                 | Звонимир Костић                       | 0:56 | да     |
| 1992    | Повратак Вука Алимпића                                   | Славољуб Стефановић Раваси     | Миладин Шеварлић                      | 1:26 | да     |
| 1992    | Похвала светом кнезу Лазару                              | Мирјана Вукомановић            | Мирјана Вукомановић                   | 0:47 | да     |
| 1992    | Корени и трагови                                         | Ружица Лукић                   | Ружица Лукић                          | 0:12 | да     |
| 1992    | Коју игру играш                                          | Душан Варда                    | Владимир Ђурић Ђура                   | 1:09 | да     |
| 1992    | Кнедле са шљивама                                        | Славенко Салетовић             | Милош Николић                         | 1:25 | да     |
| 1992    | Дуга у црнини                                            | Слободан Радовић               | Олга Савић Марина Цветаева            | 1:07 | да     |
| 1992    | Девојка с лампом                                         | Милош Радивојевић              | Слободан Стојановић                   | 1:35 | да     |
| 1992    | Молитве на језеру                                        | Драгослав Лазић                | Драгослав Лазић Николај Велимировић   | 0:43 | да     |
| 1992    | На другој страни — на рубу сете                          | Милан Николић                  | Бојана Андрић Мира Оташевић           | 0:45 | да     |
| 1992    | Играч на жици — Радомир Стевић Рас                       | Радивоје Андрић                | Анита Панић                           | 0:30 | да     |
| 1993.▲  |                                                          |                                |                                       |      |        |
| 1993    | Тесла                                                    | Славољуб Стефановић Раваси     | Милош Црњански Весна Језеркић         | 1:47 | да     |
| 1993    | Суза и њене сестре                                       | Зоран Чалић                    | Драган Чалић Зоран Чалић              | 1:09 | да     |
| 1993    | Руски цар                                                | Чедомир Петровић               | Чедомир Петровић                      | 1:28 | да     |
| 1993    | Рај                                                      | Петар Зец                      | Милош Црњански Петар Зец              | 1:23 | да     |
| 1993    | Осмех Маргарет Јурсенар                                  | Бранислав Кичић                | Бојана Андрић Мира Оташевић           | 0:50 | да     |
| 1993    | Нико није савршен                                        | Дејан Ћорковић                 | Бранислав Ђуричић                     | 0:45 | да     |
| 1993    | Нападач                                                  | Ђорђе Кадијевић                | Ђорђе Кадијевић                       | 1:04 | да     |
| 1993    | Надежда Петровић                                         | Слободан Радовић               | Катарина Амброзић Мирослав Беловић    | 1:12 | да     |
| 1993    | Лакши случај смрти                                       | Предраг Велиновић              | Ранко Божић                           | 1:10 | да     |
| 1993    | Коцкар                                                   | Иван Ракиџић                   | Милош Николић                         | 1:23 | да     |
| 1993    | Или како вам драго                                       | Здравко Шотра                  | Слободан Стојановић                   | 1:32 | да     |
| 1993    | Електра                                                  | Јагош Марковић                 | Данило Киш                            | 1:16 | да     |
| 1993    | Дијалог о монодрами                                      | Слободан Радовић               | Мирослав Беловић                      | 1:09 | да     |
| 1993    | Огледало песника — Марија Чудина                         | Слободан Ж. Јовановић          | Марко Недељковић                      | 0:50 | да     |
| 1993    | Намештена соба                                           | Милан Николић                  | Александар Поповић                    | 0:41 | да     |
| 1994.▲  |                                                          |                                |                                       |      |        |
| 1994    | Житије Мрђена Несретниковића                             | Божидар Бота Николић           | Слободан Стојановић                   | 0:46 | да     |
| 1994    | Жеља звана трамвај                                       | Тања Феро                      | Радивоје Бојичић                      | 0:42 | да     |
| 1994    | Време празних страница                                   | Бојана Андрић Мира Оташевић    | Бојана Андрић Мира Оташевић           | 0:48 | да     |
| 1994    | Вечита славина                                           | Мирјана Вукомановић            | Биљана Максић                         | 1:09 | да     |
| 1994    | Покварењак                                               | Слободан Ж. Јовановић          | Слободан Ж. Јовановић                 | 1:08 | да     |
| 1994    | Милена из Прага                                          | Слободан Радовић               | Олга Савић                            | 1:04 | да     |
| 1994    | Живот и Литература — Данило Киш                          | Александра Друловић            | Весна Јанковић                        | 0:44 | да     |
| 1994    | Дечак и Алфа                                             | Ружица Лукић                   | Ружица Лукић                          | 0:28 | да     |
| 1994    | Човек у празној соби                                     | Слободан Ж. Јовановић          | Слободан Жикић                        | 1:04 | да     |
| 1995.▲  |                                                          |                                |                                       |      |        |
| 1995    | Знакови                                                  | Петар Зец                      | Иво Андрић Петар Зец                  | 0:57 | да     |
| 1995    | Варткес Баронијан                                        | Владимир Момчиловић            | Радослав Грајић                       | 0:30 | да     |
| 1995    | Све ће то народ позлатити                                | Дејан Ћорковић                 | Звонимир Костић                       | 1:05 | да     |
| 1995    | Свадбени марш                                            | Александар Ђорђевић            | Зоран Божовић                         | 1:08 | да     |
| 1995    | Симпатија и антипатија                                   | Здравко Шотра                  | Јадранка Даша Ковачевић               | 1:20 | да     |
| 1995    | Провалник                                                | Ратиборка Ћерамилац            | Мирјана Лазић                         | 0:56 | да     |
| 1995    | Писмо из 1920                                            | Славенко Салетовић             |                                       | 0:56 | не     |
| 1995    | Наслеђе                                                  | Милан Барловац                 | Слободан Стојићевић                   | 1:16 | да     |
| 1995    | Исидора                                                  | Слободан Радовић               | Јелица Зупанц                         | 1:19 | да     |
| 1996.▲  |                                                          |                                |                                       |      |        |
| 1996    | Шума                                                     | Арса Милошевић                 | Александар Островски Кирил Тарановски | 1:50 | да     |
| 1996    | Потера за благом                                         | Србољуб Божиновић              | Мирјана Милојковић Ђорђевић           | 0:50 | да     |
| 1996    | Јој, Кармела                                             | Ирфан Менсур                   |                                       | 1:30 | да     |
| 1996    | Иван                                                     | Ратиборка Ћерамилац            | Мирјана Лазић                         | 1:05 | да     |
| 1996    | Госпођа Колонтај                                         | Слободан Радовић               | Агнета Плеијел Ивана Вујић            | 1:21 | да     |
| 1996    | Филомена Мартурано                                       | Дејан Ћорковић                 |                                       | ?    | да     |
| 1996    | Двобој за троје                                          | Предраг Велиновић              | Мирјана Ојданић                       | 0:51 | да     |
| 1996    | Школа за жене                                            | Зоран Ратковић                 | Љубиша Бачић                          | 1:30 | да     |
| 1997.▲  |                                                          |                                |                                       |      |        |
| 1997    | Расте трава                                              | Петар Цвејић                   | Слободан Стојановић                   | 1:00 | да     |
| 1997    | Поново са Мијом                                          | Александар Ђорђевић            | Душан Кандић                          | 1:00 | да     |
| 1997    | Покондирена тиква                                        | Петар Зец                      | Петар Зец                             | ?    | да     |
| 1997    | Наша енглескиња                                          | Слободан Радовић               | Јелица Зупанц                         | 1:03 | да     |
| 1997    | Љубав, женидба и удадба                                  | Радомир Шарановић              | Радомир Шарановић                     | 1:50 | да     |
| 1997    | Летопис — О језику роде                                  | Владимир Перовић               | Радмила Мијатовић                     | 0:30 | да     |
| 1997    | Гардеробер                                               | Бранко Митић                   | Роналд Харвуд                         | 2:00 | да     |
| 1997    | Реј Чарлс уживо у Београду                               | Станко Црнобрња                | Станко Црнобрња                       | 2:30 | да     |
| 1998.▲  |                                                          |                                |                                       |      |        |
| 1998    | Зла жена                                                 | Петар Зец                      | Петар Зец                             | 1:05 | да     |
| 1998    | Свирач                                                   | Дејан Ћорковић                 | Милован Глишић Јован Радуловић        | 0:55 | да     |
| 1998    | Никољдан 1901. године                                    | Радомир Шарановић              | Радомир Шарановић                     | 1:30 | да     |
| 1998    | Кнез Михаило                                             | Димитрије Јовановић            | Светлана Велмар Јанковић              | 1:25 | да     |
| 1998    | Недовршена симфонија                                     | Слободан Радовић               | Јелица Зупанц                         |      | да     |
| 1998    | Џандрљиви муж                                            | Милан Кнежевић                 | Радомир Путник                        | 1:15 | да     |
| 1998    | Досије 128                                               | Петар Цвејић                   | Велимир Лукић                         | 1:20 | да     |
| 1998    | Лажа и Паралажа                                          | Слободан Ж. Јовановић          | Слободан Ж. Јовановић                 | 1:50 | да     |
| 1998    | Судбина једног разума                                    | Милан Кнежевић                 | Радомир Путник                        | 1:00 | да     |
| 1998    | Британски гамбит                                         | Владимир Момчиловић            | Божидар Зечевић                       | 1:15 | да     |
| 1999.▲  |                                                          |                                |                                       |      |        |
| 1999    | Пролеће у Лимасолу                                       | Сава Мрмак                     | Миладин Шеварлић                      | 1:36 | да     |
| 1999    | Мејдан Симеуна Ђака                                      | Петар Зец                      | Петар Зец                             | ?    | да     |
| 1999    | Кактуси и руже                                           | Петар Цвејић                   | Ђорђе Лебовић                         | 1:20 | да     |
| 1999    | Без поговора                                             | Слободан З. Јовановић          | Слободан Ж. Јовановић                 | 0:55 | да     |

| 2001 ▼ | 2002 ▼ | 2003 ▼ | 2004 ▼ | 2005 ▼ | 2006 ▼ | 2007 ▼ | 2008 ▼ | 2009 ▼ \| ▲ \| |

|         | Назив                          | Редитељ                  | Сценариста                                | Тр.  | У боји |
| ------- | ------------------------------ | ------------------------ | ----------------------------------------- | ---- | ------ |
| 2000-е▲ |                                |                          |                                           |      |        |
| 2000    | Суседи                         | Петар Зец                | Петар Зец                                 | 1:10 | да     |
| 2000    | Стари врускавац                | Милан Кнежевић           | Јован Радуловић                           | 0:50 | да     |
| 2000    | Проналазачи                    | Петар Цвејић             | Александар Обреновић                      | 1:20 | да     |
| 2000    | Луђе од луђег                  | Мића Милошевић           | Мића Милошевић                            | 0:30 | да     |
| 2000    | Дуг из Баден — Бадена          | Слободан Ж. Јовановић    | Миодраг Ђорђевић                          | 1:25 | да     |
| 2000    | Мили и слатки, мој Ђокице      | Чедомир Петровић         | Чедомир Петровић                          | 0:35 | да     |
| 2001.▲  |                                |                          |                                           |      |        |
| 2001    | Тесла или прилагођавање анђела | Слободан Ж. Јовановић    | Стеван Пешић                              | 1:10 | да     |
| 2001    | Харолд и Мод                   | Слободан Радовић         |                                           | 1:30 | да     |
| 2001    | Чорба од канаринца             | Слободан Радовић         | Милош Радовић                             | 1:20 | да     |
| 2001    | Рондо                          | Здравко Шотра            | Слободан Стојановић                       | 0:25 | да     |
| 2001    | Лола                           | Александар Ђорђевић      | Зоран Ђорђевић                            | 0:55 | да     |
| 2001    | Бар—Београд вија Пекинг        | Мића Милошевић           | Мића Милошевић                            | 0:55 | да     |
| 2002.▲  |                                |                          |                                           |      |        |
| 2002    | Загонетне варијације           | Слободан Шуљагић         | Станица Лазаревић                         | 1:30 | да     |
| 2002    | Тридесетдва квадрата           | Ратиборка Ћерамилац      | Новица Савић                              | 0:58 | да     |
| 2002    | Посета младе даме              | Владимир Андрић          | Брана Црнчевић                            | 0:47 | да     |
| 2002    | Мајстор                        | Димитрије Јовановић      | Слободан Шуљагић                          | 1:10 | да     |
| 2002    | Родослов једног Валцера        | Миливоје Мишко Милојевић | Маја Волк                                 | 0:55 | да     |
| 2002    | Брег чежње                     | Слободан Радовић         | Јелица Зупанц                             | 1:20 | да     |
| 2002    | Џил и Дон                      | Миливоје Мишко Милојевић | Леонард Герше Миливоје Мишко Милојевић    | 1:40 | да     |
| 2002    | Заједничко путовање            | Предраг Велиновић        | Кристина Ђуковић                          | ?    | да     |
| 2002    | Новогодишње венчање            | Здравко Шотра            | Миодраг Караџић                           | 0:55 | да     |
| 2003.▲  |                                |                          |                                           |      |        |
| 2003    | Живот је марш                  | Миливоје Мишко Милојевић | Маја Волк                                 | 0:50 | да     |
| 2003    | У посети код господина Грина   | Иван Андријанић          | Иван Андријанић                           | 1:30 | да     |
| 2003    | Приватни животи                | Слободан Радовић         | Слободан Радовић                          | 1:25 | да     |
| 2003    | Илка                           | Здравко Шотра            | Ива Митровић                              | 1:05 | да     |
| 2004.▲  |                                |                          |                                           |      |        |
| 2004    | Скела                          | Горан Петровић           |                                           | ?    | да     |
| 2004    | Парадокс                       | Миливоје Мишко Милојевић | Миливоје Мишко Милојевић Небојша Ромчевић | 1:30 | да     |
| 2004    | Између изгубљеног и неодржаног | Слободан Радовић         | Јелица Зупанц                             | 1:10 | да     |
| 2004    | Цветови зла                    | Бранко Митић             | Бранко Митић                              | 1:00 | да     |
| 2004    | Пукло трпило                   | Бојана Андрић            | Бојана Андрић                             | 0:30 | да     |
| 2005.▲  |                                |                          |                                           |      |        |
| 2005    | У ординацији                   | Мића Милошевић           | Слободан Симић                            | 0:45 | да     |
| 2005    | На Бадњи дан                   | Слободан Ж. Јовановић    | Мирјана Лазић Коста Трифковић             | 0:45 | да     |
| 2005    | Бергманова соната              | Милан Кундаковић         |                                           | 1:30 | да     |
| 2005    | Положајник                     | Милош Радовић            | Мирјана Лазић                             | 0:55 | да     |
| 2005    | Леле, бато                     | Миливоје Мишко Милојевић | Љиљана Павић Синиша Павић                 | 1:00 | да     |
| 2006.▲  |                                |                          |                                           |      |        |
| 2006    | Европа и Срби: Драга Јонаш     | Лепа Јанић               | Војислав Лалетин                          | 0:30 | да     |
| 2006    | Прича о Џипсију Тролману       | Бранислав Кичић          | Душан Цветић                              | 1:10 | да     |
| 2006    | Два мириса руже                | Миливоје Мишко Милојевић |                                           | 1:00 | да     |
| 2006    | Реконвалесценти                | Слободан Радовић         | Драгиша Васић Јелица Зупанц               | 1:05 | да     |
| 2007.▲  |                                |                          |                                           |      |        |
| 2007    | Бора под окупацијом            | Миливоје Мишко Милојевић | Јован Радуловић                           | 1:45 | да     |
| 2007    | Божићна печеница               | Слободан Радовић         | Јелица Зупанц                             | 0:55 | да     |
| 2007    | Христос воскресе               | Миливоје Мишко Милојевић | Смиљана Ђорђевић                          | 0:40 | да     |
| 2007    | Поглед у небо                  | Миливоје Мишко Милојевић |                                           | 1:00 | да     |
| 2008.▲  |                                |                          |                                           |      |        |
| 2008    | Звер на месецу                 | Миливоје Мишко Милојевић |                                           | ?    | да     |
| 2008    | Април и детективи              | Владимир Алексић         | Душица Манојловић                         | ?    | да     |
| 2009.▲  |                                |                          |                                           |      |        |
| 2009    | Неко ме ипак чека              | Марко Новаковић          | Марко Новаковић Душан Премовић            | 1:32 | да     |

| 2012 ▼ \| ▲ \| |

|         | Назив                  | Редитељ           | Сценариста      | Тр.  | У боји |
| ------- | ---------------------- | ----------------- | --------------- | ---- | ------ |
| 2010-е▲ |                        |                   |                 |      |        |
| 2011    | Нова Година у Петловцу | Петар Станојловић | Радош Бајић     | 1:45 | да     |
| 2012    | Зверињак               | Марко Новаковић   | Марко Новаковић | 1:45 | да     |

### ТВ серије
| 1960 ▼ \| 1970 ▼ \| 1980 ▼ \| 1990 ▼ \| 2000 ▼ |                                        |                                             |        |         |      |
| Год.                                           | Назив                                  | Жанр                                        | Сезона | Епизода | Тр.  |
| 1959                                           | Сервисна станица                       | комедија                                    | 1      | 19      | 1:00 |
| 1960.-те ▲                                     |                                        |                                             |        |         |      |
| 1961                                           | Ен ден динус                           |                                             |        | 25      | 0:45 |
| 1961                                           | Серафимов клуб                         | комедија                                    | 1      |         |      |
| 1961                                           | На тајном каналу                       | комедија, мјузикл, ток шоу                  | 1      | 19      | 0:50 |
| 1962                                           | Градић весељак                         |                                             |        | 9       | 0:45 |
| 1962                                           | Музеј воштаних фигура                  | комедија                                    | 1      | 16      | 1:00 |
| 1963                                           | Детелина са три листа                  | комедија, музички, ток шоу                  | 1      |         |      |
| 1963                                           | На слово, на слово                     |                                             | 1      | 34      | 0:45 |
| 1963                                           | Промаја                                | комедија                                    | 1      |         |      |
| 1963                                           | Шест свечаних позивница                | комедија, мјузикл, ток шоу                  | 1      |         |      |
| 1964                                           | Позориште у 6 и 5                      | породични                                   |        |         |      |
| 1964–1967                                      | Кад сам био мали                       |                                             | 1      | 32      | 0:30 |
| 1964                                           | Име и презиме                          | комедија                                    |        |         |      |
| 1964                                           | Огледало грађанина Покорног            | комедија                                    | 1      | 10      | 0:55 |
| 1964                                           | У једном граду ко зна ком              | комедија, мјузикл                           | 1      |         |      |
| 1964                                           | Код судије за прекршаје                | комедија, драма                             | 2      | 13      | 0:30 |
| 1965                                           | Лицем у наличје                        | комедија                                    | 2      | 14      | 0:45 |
| 1965                                           | Хиљаду зашто?                          | породични                                   | 1      | 42      | 0:45 |
| 1966                                           | Волите се људи                         | комедија                                    | 1      |         |      |
| 1966                                           | Летови који се памте                   | ратни                                       | 1      | 7       | 0:50 |
| 1966–1967                                      | Лаку ноћ, децо                         | породични                                   |        | 165     | 0:10 |
| 1966                                           | Црни снег                              | комедија, драма, мистерија, љубавни, трилер | 1      | 10      | 0:55 |
| 1966                                           | Галски петао                           | комедија                                    | 1      |         |      |
| 1966                                           | Људи и папагаји                        | комедија                                    | 1      | 5       | 0:49 |
| 1967                                           | Ни црно ни бело                        |                                             |        | 35      | 0:34 |
| 1967                                           | Седам Хамлета                          | драма                                       | 1      |         | 0:26 |
| 1967                                           | Дежурна улица                          | комедија                                    | 2      | 12      | 0:27 |
| 1967                                           | Забавља вас Мија Алексић               |                                             | 2      |         |      |
| 1967                                           | Смоки                                  | комедија                                    | 1      |         |      |
| 1967                                           | Офелија                                | комедија                                    | 1      |         |      |
| 1967                                           | Круг двојком                           | комедија                                    | 1      |         | 0:52 |
| 1967                                           | Пробисвет                              |                                             | 1      | 8       | 0:45 |
| 1967                                           | Парничари                              | комедија                                    | 2      |         | 0:38 |
| 1967                                           | Височка хроника                        |                                             | 1      | 3       | 1:00 |
| 1968                                           | Занати                                 |                                             |        | 8       | 0:40 |
| 1968                                           | Самци                                  | комедија                                    | 1      | 7       | 0:35 |
| 1968                                           | Вукадин                                |                                             | 1      | 3       |      |
| 1968                                           | Првокласни хаос                        |                                             |        |         | 0:30 |
| 1968                                           | Наше приредбе                          |                                             |        |         | 0:35 |
| 1968                                           | Младићи и девојке 1                    |                                             |        |         | 0:35 |
| 1968                                           | Горски цар                             | авантура                                    | 1      | 3       | 0:45 |
| 1968                                           | Спавајте мирно                         | комедија                                    | 1      | 8       | 1:00 |
| 1968                                           | Максим нашег доба                      | комедија                                    | 1      | 8       | 0:44 |
| 1968                                           | Код Лондона                            | комедија                                    | 1      |         |      |
| 1968–1978                                      | Двоглед                                | породични                                   |        | 260     | 0:30 |
| 1968                                           | Сачулатац                              | комедија                                    | 1      | 10      | 0:49 |
| 1968                                           | ТВ Буквар                              |                                             | 1      | 16      | 0:36 |
| 1969                                           | Баксуз                                 | комедија                                    | 1      |         | 0:45 |
| 1969                                           | Зигмунд Брабендер, ловац и сер         |                                             |        | 3       | 0:51 |
| 1969                                           | Заобилазни Арчибалд                    | комедија                                    | 1      | 3       | 1:00 |
| 1969                                           | Рођаци                                 | комедија                                    | 1      | 6       | 0:42 |
| 1969                                           | Љубав на старински начин               | комедија                                    | 1      | per     | 0:45 |
| 1969                                           | Кад сам био војник                     | комедија                                    |        | 7       | 0:25 |
| 1969                                           | Хајде да растемо                       | комедија                                    |        |         | 0:38 |
| 1969                                           | Необавезно                             | документарни, биографски                    | 1      |         |      |
| 1969                                           | Самци 2                                |                                             | 1      | 7       | 0:35 |
| 1969                                           | Рађање радног народа                   | комедија, драма, љубавни                    | 1      | 12      | 0:46 |
| 1969                                           | Младићи и девојке 2                    | комедија                                    | 7      | per     | 0:45 |
| 1969                                           | Музиканти                              | комедија                                    | 1      | 10      | 0:41 |
| 1969                                           | Како да ти кажем                       | породични                                   | 1      |         |      |
| 1969                                           | Култура је човек                       | породични                                   |        |         |      |
| 1970.-те ▲                                     |                                        |                                             |        |         |      |
| 1970–1972                                      | Максиметар                             | музички                                     |        |         |      |
| 1970                                           | Мирина ТВ ступица                      | комедија, мјузикл                           | 1      |         |      |
| 1970                                           | Десет заповести                        | комедија                                    | 1      | 10      | 0:42 |
| 1970                                           | Љубав на сеоски начин                  | комедија                                    | 1      | 8       | 0:45 |
| 1970                                           | Леваци                                 | комедија, драма                             | 1      | 10      | 0:42 |
| 1971                                           | Чедомир Илић                           | драма                                       | 1      | 5       | 0:42 |
| 1971                                           | Све од себе                            | Game-Show                                   |        | 8       | 0:50 |
| 1971                                           | Од сваког кога сам волела              | комедија                                    |        |         | 0:48 |
| 1971                                           | На слово, на слово                     | комедија                                    |        | 13      | 0:30 |
| 1971                                           | Један човек једна песма                | кратки                                      |        |         | 0:31 |
| 1971                                           | Цео живот за годину дана               | комедија, драма, љубавни                    | 2      | 52      | 0:30 |
| 1971                                           | Операција 30 слова                     |                                             |        |         |      |
| 1971                                           | С ванглом у свет                       |                                             | 1      | 11      | 0:30 |
| 1971                                           | Песници свог заната                    | породични                                   |        |         |      |
| 1971                                           | Дипломци                               | комедија                                    | 1      | 10      | 0:50 |
| 1971                                           | Хроника паланачког гробља              | драма                                       | 1      | 4       | 0:46 |
| 1972                                           | Село без сељака                        | породични                                   | 1      | 46      | 0:45 |
| 1972                                           | Ћу, ћеш, ће                            | комедија                                    | 1      |         |      |
| 1972                                           | Униформе                               | комедија                                    | 1      | 5       | 0:20 |
| 1972                                           | Лутка оперета                          | мјузикл                                     |        |         | 0:18 |
| 1972                                           | Камионџије                             | комедија                                    | 1      | 10      | 0:52 |
| 1972                                           | Глумац је, глумац                      | комедија                                    |        | 21      | 0:29 |
| 1972                                           | Како                                   | комедија, ток шоу                           | 2      |         |      |
| 1972                                           | Женски разговори                       | комедија                                    | 1      |         |      |
| 1972                                           | Грађани села Луга                      | комедија, драма                             | 1      | 9       | 0:50 |
| 1972                                           | Образ уз образ                         | комедија, музички, ток шоу                  | 1      |         | 0:35 |
| 1972–1973                                      | Места знана, а времена давна           | мјузикл                                     |        | 15      | 0:30 |
| 1972                                           | Изданци из опаљеног грма               | драма                                       | 1      | 6       | 0:53 |
| 1972–1984                                      | Позориште у кући                       | комедија                                    | 5      | 6       | 0:48 |
| 1972                                           | Мајстори                               | комедија                                    | 1      | 6       | 0:42 |
| 1973                                           | Два капитена                           | комедија                                    | 1      |         |      |
| 1973                                           | Слике без рама из дечијих књига        | комедија                                    |        | 13      | 0:16 |
| 1973                                           | Од данас до сутра                      | комедија                                    |        |         |      |
| 1973                                           | Невен                                  | комедија                                    |        |         |      |
| 1973                                           | Димитрије Туцовић                      | биографски, драма, историјски               | 1      | 8       | 0:56 |
| 1973                                           | Глумци                                 | документарни                                | 1      |         |      |
| 1973                                           | Наше приредбе                          | мјузикл                                     | 1      | 10      | 0:35 |
| 1973                                           | Јунак мог детињства                    |                                             |        |         |      |
| 1973                                           | Луди речник                            |                                             | 1      | 6       |      |
| 1973                                           | Шта се може кад се двоје сложе         | породични, мјузикл                          | 1      |         |      |
| 1973                                           | Тајне Јадрана                          | документарни                                |        |         |      |
| 1973                                           | Велики проналазач                      |                                             | 1      | 8       | 0:30 |
| 1973                                           | Моја велика авантура                   | авантура                                    | 1      | 7       | 0:54 |
| 1973                                           | Филип на коњу                          | комедија                                    | 1      | 5       | 0:45 |
| 1974                                           | Дивље године                           |                                             | 1      |         |      |
| 1974                                           | Тајне Јадрана 2                        | документарни                                |        |         | 0:29 |
| 1974                                           | Отписани                               | акција, драма, ратни                        | 1      | 13      | 0:55 |
| 1975                                           | Салаш у Малом Риту                     | драма, ратни                                | 1      | 13      | 0:55 |
| 1975                                           | Мачак Тоша                             | анимација                                   | 1      |         |      |
| 1975                                           | Лепеза                                 | драма                                       |        |         | 0:30 |
| 1975                                           | Грлом у јагоде                         | комедија, драма                             | 1      | 10      | 0:49 |
| 1975–1976                                      | Азбука занимања                        |                                             |        | 52      | 0:30 |
| 1975                                           | Вага за тачно мерење                   | породични                                   | 6      |         | 0:25 |
| 1975–1977                                      | Шта да се ради                         | породични                                   |        |         |      |
| 1975                                           | Ђавоље мердевине                       |                                             | 1      | 13      | 0:39 |
| 1975                                           | Живот је леп                           | комедија                                    | 1      | 11      | 0:29 |
| 1975                                           | Песма                                  | драма                                       | 1      | 6       | 0:50 |
| 1976                                           | Више од игре                           | авантура, комедија, драма, ратни            | 2      | 9       | 0:55 |
| 1976                                           | Повратак отписаних                     | ратни                                       | 1      | 13      | 0:55 |
| 1976                                           | Морава 76                              | драма                                       |        | 6       | 0:56 |
| 1976                                           | Бабино унуче                           | комедија, породични                         | 1      | 13      | 0:30 |
| 1976                                           | Част ми је позвати вас                 | комедија, мјузикл, ток шоу                  | 1      |         |      |
| 1976                                           | Јунаци                                 | документарни                                | 1      |         |      |
| 1976                                           | Успон и пад Жике Проје                 | комедија                                    | 1      | 5       | 0:30 |
| 1976                                           | Музика позорнице                       | музички                                     | 1      |         |      |
| 1976                                           | Два другара                            | комедија                                    | 1      | 6       | 0:26 |
| 1976                                           | На путу издаје                         | драма                                       | 1      | 2       | 1:08 |
| 1977                                           | Усијане главе                          | комедија                                    | 1      | 12      | 0:30 |
| 1977                                           | Гледајући телевизију                   | комедија, мјузикл                           |        |         |      |
| 1977–1979                                      | Дијагонале                             |                                             |        | 14      | 0:30 |
| 1977                                           | Црни дани                              | драма                                       |        |         | 1:25 |
| 1977                                           | Запамтите                              | породични                                   |        |         |      |
| 1978                                           | Седам секретара СКОЈ-а                 |                                             | 1      | 6       | 0:53 |
| 1978                                           | Размена                                | драма, ратни                                |        | 3       | 0:55 |
| 1978–1986                                      | Међутим                                |                                             |        | 60      | 0:45 |
| 1978                                           | Једини дан                             | комедија                                    |        |         |      |
| 1978                                           | Безбедност у акцији                    | драма                                       |        |         |      |
| 1978–1979                                      | Недељом по подне                       | породични                                   |        |         |      |
| 1978                                           | Караван о Београду                     |                                             | 6      | 6       | 0:30 |
| 1978–1981                                      | Ласно је научити, него је мука одучити | љубавни                                     | 1      |         |      |
| 1978                                           | Седам плус седам                       | комедија, мјузикл                           | 1      |         |      |
| 1978                                           | Чардак ни на небу ни на земљи          | драма, комедија                             | 1      | 9       | 0:35 |
| 1979                                           | Срећна породица                        | комедија                                    | 1      | 4       | 0:28 |
| 1979                                           | Слом                                   | драма                                       | 1      | 3       | 1:22 |
| 1979                                           | Сећам се                               | драма                                       |        |         | 0:54 |
| 1979                                           | Приповедања Радоја Домановића          | комедија                                    | 1      | 8       | 0:30 |
| 1979                                           | Коцка, коцка, коцкица                  | авантура, породични                         | 1      | 25      | 0:30 |
| 1979                                           | Доброчинитељи                          | комедија                                    |        |         |      |
| 1979                                           | Осма офанзива                          | комедија, драма                             | 1      | 8       | 0:50 |
| 1979–1980                                      | Огледало XX века                       |                                             |        | 10      | 0:30 |
| 1979                                           | Потонули градови                       |                                             |        | 7       | 0:45 |
| 1980.-те ▲                                     |                                        |                                             |        |         |      |
| 1980                                           | Војници                                | комедија                                    | 1      | 5       | 0:47 |
| 1980                                           | Трен                                   | драма                                       | 1      | 3       | 0:50 |
| 1980–1983                                      | Телескопија                            |                                             |        |         |      |
| 1980                                           | Серија о бојама                        |                                             |        |         |      |
| 1980                                           | Светозар Марковић                      | биографски, драма                           | 1      | 7       | 1:17 |
| 1980                                           | Сточићу постави се                     |                                             |        |         |      |
| 1980                                           | Па(ја)пазјанија                        | комедија                                    |        |         |      |
| 1980                                           | Наше приче                             | комедија                                    |        |         |      |
| 1980                                           | Дувански пут                           | драма                                       | 1      | 3       | 0:43 |
| 1980                                           | Било, па прошло                        |                                             |        | 7       | 0:30 |
| 1980                                           | Врућ ветар                             | комедија                                    | 1      | 10      | 0:55 |
| 1980                                           | Полетарац                              | породични                                   | 1      | 7       | 0:30 |
| 1981                                           | Сијамци                                | комедија, породични                         | 1      | 5       | 0:30 |
| 1981                                           | Приче преко пуне линије                | комедија                                    | 1      | 7       | 0:56 |
| 1981                                           | Приче из радионице                     | комедија                                    | 1      | 6       | 0:48 |
| 1981                                           | Последњи чин                           | акција, драма, ратни                        | 1      | 2       | 1:47 |
| 1981                                           | Наши песници                           | породични, мјузикл                          |        |         |      |
| 1981–1982                                      | Песничке ведрине                       | породични                                   |        |         |      |
| 1982–1983                                      | Зелени кабаре                          | музички                                     |        |         | 0:45 |
| 1982                                           | Подвизи дружине Пет петлића            |                                             |        | 6       | 0:14 |
| 1982                                           | Лукицијада                             | комедија, мјузикл                           |        |         |      |
| 1982                                           | Докторка на селу                       | комедија                                    | 1      | 6       | 0:40 |
| 1982                                           | Шпанац                                 | драма, ратни                                | 2      | 2       | 1:01 |
| 1983                                           | Камионџије опет возе                   | комедија                                    | 1      | 8       | 0:52 |
| 1983                                           | Имењаци                                | комедија, музички, ток шоу                  | 2      |         |      |
| 1983                                           | Учитељ                                 | комедија, драма                             |        | 7       | 0:30 |
| 1983                                           | Освајање среће                         | комедија, мјузикл, ток шоу                  | 1      |         |      |
| 1983                                           | Приче из Непричаве                     | комедија                                    | 1      | <span   | 0:30 |
| 1984                                           | Улични певачи                          | музички                                     | 1      |         |      |
| 1984                                           | Сиви дом                               | драма                                       | 1      | 12      | 0:50 |
| 1984–1988                                      | Силуете                                | музички                                     |        |         |      |
| 1984                                           | Седефна ружа                           |                                             |        | 9       | 0:30 |
| 1984                                           | Откос                                  | драма                                       |        | 2       | 1:21 |
| 1984                                           | Супермаркет                            | комедија, музички                           | 1      |         |      |
| 1984                                           | Нешто између                           | драма                                       |        |         |      |
| 1984–1986                                      | Споменар                               | историјски, музички                         |        |         |      |
| 1984                                           | Не тако давно                          | комедија                                    | 1      | 5       | 0:45 |
| 1984                                           | Бањица                                 | драма                                       | 1      | 4       | 1:00 |
| 1984–1986                                      | Формула 1                              | комедија, мјузикл                           | 1      | 15      | 0:50 |
| 1984–1985                                      | Уби или пољуби                         |                                             | 1      | 3       |      |
| 1985                                           | Љубавне приче                          |                                             |        |         |      |
| 1985                                           | Ерицијада                              |                                             |        |         |      |
| 1985                                           | Дај ми крила један круг                | комедија                                    | 1      | <span   | 0:30 |
| 1985                                           | Хумористички клуб                      | комедија, ток шоу                           |        |         |      |
| 1985                                           | Разбибрига                             | комедија, мјузикл                           | 1      |         |      |
| 1986                                           | Знамените жене српске прошлости        | биографски, драма                           |        |         |      |
| 1986                                           | Смешне и друге приче                   | комедија                                    | 1      | 13      | 0:26 |
| 1986                                           | Одлазак ратника, повратак маршала      | драма, ратни                                |        | 2       | 1:44 |
| 1986                                           | 16 пута Бојан                          |                                             |        |         |      |
| 1986                                           | Ноћ пуног месеца                       | мјузикл                                     |        |         |      |
| 1986                                           | Фрка                                   | комедија, мјузикл                           | 1      |         |      |
| 1987                                           | Децо, певајте са нама                  |                                             |        |         |      |
| 1987–1991                                      | Бољи живот                             | комедија, драма, породични, љубавни         | 3      | 47      | 0:40 |
| 1987                                           | И то се зове срећа                     | комедија                                    | 1      | 4       | 0:43 |
| 1987                                           | Соба 405                               | комедија, породични                         | 1      |         | 0:30 |
| 1987                                           | Вук Караџић                            | биографски, драма, историјски               | 1      | 16      | 1:22 |
| 1988                                           | Роман о Лондону                        | драма                                       |        | 2       | 1:10 |
| 1988                                           | Мала Нада                              | комедија                                    |        | 14      | 0:25 |
| 1988                                           | Доме, слатки доме                      | комедија                                    | 1      | 10      | 0:34 |
| 1988                                           | Портрет Илије Певца                    | драма                                       | 1      | 3       | 1:07 |
| 1988–1990                                      | Звездана прашина 2                     | музички                                     |        |         |      |
| 1988                                           | Вечерња звона                          | драма                                       | 1      | 4       | 0:45 |
| 1988                                           | Четрдесет осма — Завера и издаја       | драма                                       | 1      | <span   | 1:39 |
| 1989                                           | Време чуда                             | драма                                       |        |         | 0:51 |
| 1989                                           | Специјална редакција                   | комедија                                    | 1      |         |      |
| 1989                                           | Смехотворци                            | комедија, документарни                      |        | 6       | 0:57 |
| 1989                                           | Рођаци из Лазина                       | комедија                                    |        |         | 0:30 |
| 1989                                           | Сазвежђе белог дуда                    | комедија                                    | 1      | 7       | 0:30 |
| 1989                                           | Метла без дршке                        | авантура, комедија, породични, вестерн      | 5      |         | 0:30 |
| 1989                                           | Другарица министарка                   | комедија                                    | 1      | 7       | 0:50 |
| 1989                                           | Балкан експрес 2                       | комедија                                    | 1      | 10      | 0:50 |
| 1990.-те ▲                                     |                                        |                                             |        |         |      |
| 1990                                           | У име закона                           | комедија                                    | 1      | 10      | 0:28 |
| 1990                                           | Бољи живот 2                           | комедија                                    |        | 35      | 0:45 |
| 1990                                           | Алекса Шантић                          | биографски, драма, историјски               | 1      | 8       | 1:00 |
| 1990                                           | Агенција Киком                         | комедија                                    |        | 5       | 0:25 |
| 1991                                           | Заборављени                            | драма                                       | 1      | 11      | 0:50 |
| 1991                                           | Театар у Срба                          |                                             | 1      | 10      | 0:36 |
| 1991                                           | Јастук гроба мог                       | драма                                       | 1      |         | 1:10 |
| 1992                                           | Волим и ја неранџе... но трпим         | комедија                                    | 1      | 6       | 0:45 |
| 1993                                           | Фазони и Форе                          | комедија                                    |        | 10      | 0:30 |
| 1993                                           | Полицајац са Петловог Брда             | комедија                                    | 2      |         | 0:52 |
| 1993                                           | Срећни људи                            | комедија, драма                             | 2      | 35      | 0:52 |
| 1994                                           | Отворена врата                         | комедија                                    | 2      | 34      | 0:30 |
| 1995                                           | Сложна браћа                           | комедија, ратни                             | 1      |         | 0:55 |
| 1995                                           | Крај династије Обреновић               | биографски, драма, историјски               | 1      | 11      | 1:01 |
| 1996–1997                                      | Горе-доле                              | комедија, драма                             | 2      | 32      | 0:50 |
| 1999                                           | Код мале сирене                        |                                             |        |         | 0:20 |
| 1999                                           | Хало, овде Чкаља                       |                                             |        |         |      |
| 1999                                           | Десанка                                | драма                                       |        |         |      |
| 2000.-те ▲                                     |                                        |                                             |        |         |      |
| 2002                                           | Тајне обичних ствари                   |                                             |        |         |      |
| 2002                                           | Равногорска читанка                    | документарни                                |        | 8       | 0:45 |
| 2002–2006                                      | Фазони и Форе 2                        | комедија                                    |        |         | 0:30 |
| 2002                                           | Деца филма                             | документарни                                |        | 11      | 0:30 |
| 2004                                           | Трагом Карађорђа                       | акција, драма, историјски, ратни            |        | 12      | 0:30 |
| 2004                                           | Карађорђе и позориште                  | драма                                       |        |         |      |
| 2004                                           | Смешне и друге приче                   | драма                                       | 3      | 18      | 0:12 |
| 2004                                           | Лифт                                   | комедија, драма, љубавни                    | 1      | 10      | 0:35 |
| 2005                                           | Хиландарске приче                      |                                             |        | 8       | 0:30 |
| 2005–2006                                      | Пелине ђаконије                        | кратки, комедија, породични                 |        | 21      | 0:15 |
| 2007                                           | Заборављени умови Србије               | биографски, драма                           | 1      |         |      |
| 2008                                           | Мој рођак са села                      | комедија, драма                             | 2      | 13      | 0:50 |
| 2008                                           | Последња аудијенција                   | биографски, драма, историјски               | 1      | 4       | 0:55 |

## Копродукција
| Год. | Назив                                               | Жанр                              | Редитељ                                         | Сценариста                  | Тр.  | У боји |
| ---- | --------------------------------------------------- | --------------------------------- | ----------------------------------------------- | --------------------------- | ---- | ------ |
| 1968 | Михајло Петровић Алас                               | Миодраг Мија Јакшић               | Драган Трифуновић                               | документарни кратки         |      | Не     |
| 1970 | Музички портрет — Павле Стефановић                  | Ђорђе Кадијевић                   |                                                 | документарни кратки         | 0:30 | Не     |
| 1971 | Сабор у Драгачеву                                   | Јован Ристић                      | Драгослав Девић                                 | документарни кратки         | 0:30 | Не     |
| 1973 | Пекмез од шљива                                     | Јован Аћин                        | Јован Аћин                                      | кратки                      |      | Да     |
| 1973 | Даске које живот значе                              | Александар Мандић                 | Александар Мандић                               | кратки                      |      | Да     |
| 1974 | Благоје Паровић, живот за револуцију                | Милутин Станишић                  | Милорад Гончин                                  | документарни кратки         | 0:30 | Не     |
| 1974 | Увек труба — од буђења до повечерја                 | Пеђа Обрадовић                    |                                                 | документарни кратки         | 0:30 | Не     |
| 1975 | Култура данас — Перо Квргић                         | Божидар Калезић                   | Димитрије Тасић                                 | документарни кратки         | 0:30 | Не     |
| 1975 | Караван — Скадарско језеро                          | Милан Ковачевић                   | Милан Ковачевић                                 | документарни                | 0:45 | Не     |
| 1975 | Зимовање у Јакобсфелду                              | Бранко Бауер                      | Арсен Диклић Борислав Гвојић                    | ратни                       | 1:48 | Да     |
| 1976 | Прича о војнику                                     | Мира Траиловић                    | Чарлс Фердинанд Рамуз                           | драма                       | 1:01 | Да     |
| 1976 | Утврђени градови — Београд                          | Михаило Чагић                     | Тома Поповић                                    | документарни кратки         |      | Не     |
| 1977 | Дервиши                                             | Здравко Велимировић               | Здравко Велимировић                             | документарни кратки         | 0:11 | Не     |
| 1977 | Ликови револуције — Божидар Масларић                | Милутин Станишић                  | Милутин Станишић                                | документарни кратки         | 0:30 | Не     |
| 1977 | Пас који је волео возове                            | Горан Паскаљевић                  | Гордан Михић                                    | комедија драма              | 1:31 | Да     |
| 1978 | Павиљон 6                                           | Луциан Пинтилие                   | Антон Цхекхов                                   | драма                       |      | Да     |
| 1979 | Личне ствари                                        | Александар Мандић                 | Александар Мандић                               | драма                       | 1:36 | Да     |
| 1979 | Земаљски дани теку                                  | Горан Паскаљевић                  | Горан Паскаљевић                                | комедија драма              | 1:27 | Да     |
| 1980 | Снови, живот, смрт Филипа Филиповића                | Милош Радивојевић                 | Милован Витезовић                               | драма                       | 0:53 | Да     |
| 1980 | Осам кила среће                                     | Пуриша Ђорђевић                   | Пуриша Ђорђевић                                 | драма љубавни ратни         | 1:26 | Да     |
| 1980 | Светозар Марковић                                   | Едуард Галић                      | Милан Шећеровић                                 | биографски драма историјски |      | Да     |
| 1980 | Авантуре Боривоја Шурдиловића                       | Александар Ђорђевић               | Синиша Павић                                    | комедија                    | 1:28 | Да     |
| 1981 | Мора, мора, мора                                    | Тања Ферро                        | Тања Ферро                                      | документарни кратки         |      | Да     |
| 1982 | Савамала                                            | Живорад Жика Митровић             | Живорад Жика Митровић                           | драма                       | 1:55 | Да     |
| 1983 | Нешто између                                        | Срђан Карановић                   | Срђан Карановић Милосав Мариновић               | драма љубавни               | 1:45 | Да     |
| 1983 | Радован III                                         | Љубомир Драшкић                   | Душан Ковачевић                                 | комедија                    | 2:45 | Да     |
| 1984 | У срцу моје плавуше                                 | Радослав Огњеновић                | Радослав Огњеновић Гуy де Маупассант            | кратки ратни                | 0:41 | Да     |
| 1984 | Живот у Хиландару                                   | Ратко Илић                        | Драгомир Антонић                                | документарни кратки         |      | Да     |
| 1985 | Пријатељ за сва времена — Др. Рудолф А. Рејс        | Никола Станковић                  | Бранко Миловановић                              | документарни                | 0:50 | Да     |
| 1985 | Некад и сад — Београдски споменар Николе Трајковића | Душан Михаиловић                  | Бранко Миловановић                              | документарни кратки         | 0:32 | Не     |
| 1987 | Случај Хармс                                        | Слободан Д. Пешић                 | Брана Црнчевић Јован Марковић Слободан Д. Пешић | драма                       | 1:33 | Не     |
| 1988 | Заборављени                                         | Дарко Бајић                       | Гордан Михић                                    | драма                       |      | Да     |
| 1988 | Нека чудна земља                                    | Драган Маринковић                 | Драган Маринковић                               | драма фантастика            | 1:31 | Да     |
| 1988 | Једног лепог дана                                   | Божидар Бота Николић              | Слободан Стојановић                             | драма                       | 1:25 | Да     |
| 1989 | Време чуда                                          | Горан Паскаљевић                  | Борислав Пекић                                  | драма                       | 1:38 | Да     |
| 1989 | Урош блесави                                        | Милан Кнежевић                    | Драгомир Брајковић Вук Церовић Милан Кнежевић   | комедија                    | 1:25 | Да     |
| 1989 | Хепиенд                                             | Милош Радовић                     | Предраг Перишић Милан Шећеровић                 | љубавни                     |      | Да     |
| 1989 | Добрица Милутиновић, међу нама                      | Ненад Момчиловић                  | Феликс Пашић                                    | документарни кратки         | 0:30 | Да     |
| 1989 | Бој на Косову                                       | Здравко Шотра                     | Љубомир Симовић                                 | драма историјски ратни      | 1:57 | Да     |
| 1989 | Сеобе                                               | Александар Петровић               | Јацкуес Дониол Валцрозе Александар Петровић     | драма историјски љубавни    |      | Да     |
| 1990 | Свето место                                         | Ђорђе Кадијевић                   | Ђорђе Кадијевић                                 | драма хорор                 | 1:30 | Да     |
| 1991 | Принудни откуп у Војводини 1947 1952                | Првослав Марић                    | Првослав Марић                                  | документарни                | 1:39 | Да     |
| 1991 | Оригинал фалсификата                                | Драган Кресоја                    | Раде Радовановић                                | драма                       | 1:57 | Да     |
| 1992 | Не трепери душо                                     | Миливоје Животић                  | Миливоје Животић                                | кратки                      | 0:19 | Да     |
| 1992 | Танго аргентино                                     | Горан Паскаљевић                  | Гордан Михић                                    | драма музички               | 1:31 | Да     |
| 1992 | Проклета је Америка                                 | Марко Маринковић Слободан Скерлић | Марко Маринковић Ивана Момчиловић               | драма                       | 0:58 | Да     |
| 1992 | Ми нисмо анђели                                     | Срђан Драгојевић                  | Срђан Драгојевић                                | комедија                    | 1:38 | Да     |
| 1992 | Јевреји долазе                                      | Првослав Марић                    | Првослав Марић                                  | драма                       |      | Да     |
| 1993 | Вуковаре, љубави моја                               | Душан Кнежевић                    | Душан Кнежевић                                  | документарни кратки         | 0:10 | Да     |
| 1993 | Боље од бекства                                     | Мирослав Лекић                    | Мирослав Лекић                                  | драма љубавни               | 1:50 | Да     |
| 1993 | Византијско плаво                                   | Драган Маринковић                 | Нела Марковић Беблер Милорад Павић              | фантастика љубавни          |      | Да     |
| 1994 | Дневник увреда                                      | Здравко Шотра                     | Гордан Михић                                    | драма                       | 1:35 | Да     |
| 1995 | Самоћа                                              | Ружица Лукић                      | Ружица Лукић                                    | документарни кратки         |      | Да     |
| 1995 | Саборна црква у Темишвару                           | Милан Кнежевић                    | Миодраг Јовановић                               | документарни кратки         | 0:28 | Да     |
| 1995 | Мук                                                 | Ружица Лукић                      | Ружица Лукић                                    | документарни кратки         |      | Да     |
| 1995 | Молитва                                             | Ружица Лукић                      | Ружица Лукић                                    | документарни кратки         |      | Да     |
| 1997 | До коске                                            | Слободан Скерлић                  | Слободан Скерлић                                | акција                      |      | Да     |
| 1997 | Танго је тужна мисао која се плеше                  | Пуриша Ђорђевић                   | Пуриша Ђорђевић                                 | драма                       |      | Да     |
| 1998 | Стазама Индоевропљана                               | Марко Караџић                     | Споменка Недић                                  | документарни кратки         | 0:30 | Да     |
| 2002 | Зона Замфирова                                      | Здравко Шотра                     | Стеван Сремац                                   | комедија драма              | 1:44 | Да     |
| 2002 | Кордон                                              | Горан Марковић                    | Небојша Ромчевић                                |                             | 1:10 | Да     |